# Dietrich von Freiberg

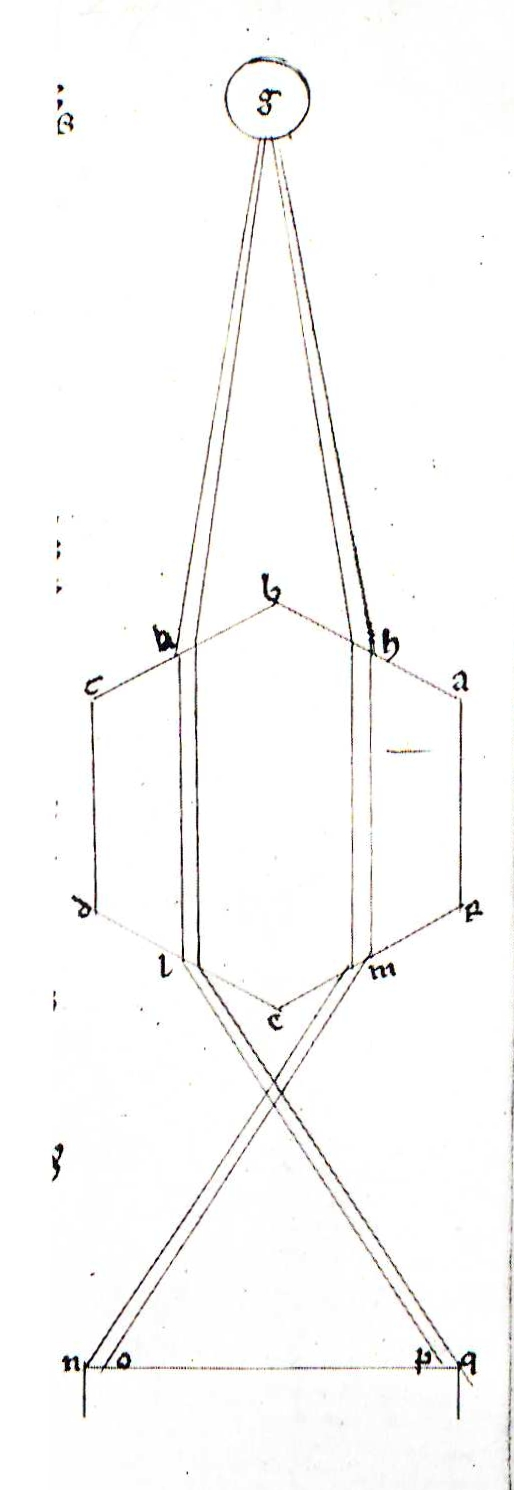
Die Brechung von Lichtstrahlen an einem Kristall nach Dietrichs Schrift Über den Regenbogen. Oben die Lichtquelle, unten die Fläche, auf welche die aus dem Kristall austretenden Strahlen treffen. Diagramm in der Handschrift Basel, Universitätsbibliothek, F.IV.30, fol. 24r (14. Jahrhundert)

Dietrich von Freiberg (lateinisch Theodericus de Vriberch; * wohl um 1240/1245; † nach 1310, vermutlich um 1318/1320) war ein spätmittelalterlicher Philosoph, Theologe und Physiker. Als Mönch gehörte er dem Dominikanerorden an, in dem er hohe Ämter ausübte. Sein Werk umfasst zahlreiche philosophische, theologische und naturwissenschaftliche Schriften. Schwerpunkte seiner Arbeit bilden Fragen der Ontologie, der Erkenntnistheorie, der Kosmologie, der Anthropologie und der Zeittheorie. Ein Kernthema seines Denkens ist die Intellekttheorie.
In der Philosophie und Theologie seiner Zeit war Dietrich ein Außenseiter. Er entwickelte seine Lehre in der kämpferischen Auseinandersetzung mit verbreiteten Auffassungen, deren Schwachpunkte er kritisierte. Die Aufdeckung von Mängeln gängiger Lehrmeinungen nahm er zum Ausgangspunkt für Überlegungen, mit denen er von der Zurückweisung der bisherigen Annahmen zu seinen alternativen Konzepten voranschritt. Von einem Modell, das eine stimmige Welterklärung zu bieten beansprucht, forderte er durchgängige Widerspruchsfreiheit und rationale Nachvollziehbarkeit. Sein kompromissloses Beharren auf diesem Wissenschaftsverständnis brachte ihn in Konflikt mit einflussreichen Strömungen, insbesondere dem von Thomas von Aquin begründeten Thomismus, gegen den er den Vorwurf der Inkonsequenz erhob. Über die Schwierigkeit der Aufgaben, die er sich gestellt hatte, war er sich im Klaren, doch hielt er die Erlangung verlässlichen Wissens für möglich und meinte stichhaltige Lösungen gefunden zu haben. Ein zentrales Anliegen Dietrichs war die Untersuchung des menschlichen Intellekts, dessen Rolle nach seiner Ansicht von seinen Zeitgenossen nicht ausreichend verstanden und gewürdigt wurde. Er meinte, der „tätige Intellekt“ des Menschen sei von Natur aus „gottförmig“ und im Prinzip fähig, alles zu erkennen.
Als Naturwissenschaftler befasste sich Dietrich vor allem mit Fragen der Optik. Seine Experimente führten ihn zu einer neuen Theorie des Regenbogens, die als bedeutender Fortschritt gilt, da er die Phänomene nur mittels Analyse des Strahlengangs erklärte.
Einige Jahrzehnte nach seinem Tod geriet Dietrich weitgehend in Vergessenheit. Erst in der zweiten Hälfte des 20. Jahrhunderts hat eine intensive Erforschung seines Lebenswerks eingesetzt. Heute wird er zu den bedeutenden Denkern des Spätmittelalters gezählt und auch als erfolgreicher Physiker gewürdigt.

## Leben
Dietrichs Herkunft und Familie sind unbekannt. Er stammte aus der schon damals vom Silberbergbau geprägten Stadt Freiberg. Seine Geburt wird ungefähr in die Zeit um 1240/1245 gesetzt. Wohl um 1260, im Alter von achtzehn bis zwanzig Jahren, trat er in den Dominikanerorden ein. Sein Leben im Dominikanerkloster – wahrscheinlich im Konvent St. Pauli in Freiberg – begann mit dem Noviziatsjahr. Dieses Jahr war für die neu in den Orden Aufgenommenen, die Novizen, eine Probezeit, die der Einübung in die Lebensweise der Mönche diente und mit harter Askese verbunden war. Als Novize hatte Dietrich auch das Betteln zu lernen, denn die Dominikaner waren ein Bettelorden. Anschließend begann er in seinem Heimatkonvent das Grundstudium der Theologie, das ein bis zwei Jahre dauerte. Daran schloss sich ein zweijähriges Studium der Logik an, das in der Studienordnung der Dominikaner vorgeschrieben war. Der Unterrichtsstoff bestand in erster Linie aus den logischen Schriften des Aristoteles. Der Zweck dieser Schulung war, dass sich die Mönche mit Semantik, Beweistechnik und Argumentationskunst vertraut machten, denn sie benötigten solche Fähigkeiten für ihre künftige Tätigkeit als Prediger und Verteidiger des Glaubens. Nach einer 1259 eingeführten Regelung wurde das Logikstudium bei den Dominikanern nicht vom Heimatkonvent des Mönchs organisiert, sondern von seiner Ordensprovinz. Es sollte in einem dafür eingerichteten Studienzentrum der Provinz stattfinden, das aber nicht örtlich fixiert war, sondern von Konvent zu Konvent wanderte. Somit hatte Dietrich möglicherweise für diese Ausbildung Freiberg zu verlassen. Allerdings wurde die neue Vorschrift in den einzelnen Provinzen, auch in Deutschland, anfangs nur zögerlich umgesetzt. Als Logikstudent hatte Dietrich auch an Theologievorlesungen teilzunehmen, denn die Mönche durften auch in dieser Phase ihrer Schulung ihre theologische Weiterbildung nicht vernachlässigen.
Danach erhielt Dietrich wahrscheinlich eine vertiefte theologische und philosophische Ausbildung, zu der auch Naturphilosophie gehörte. Die Naturphilosophie (studium naturae oder scientia naturalium) umfasste damals auch die Naturlehre, zu der u. a. Physik, Astronomie, Biologie und Seelenkunde zählten. Auch die Metaphysik galt als Teil der Naturphilosophie. Das Studium dieser Wissenszweige erfolgte auf der Grundlage der einschlägigen Schriften des Aristoteles. Den Naturkundeunterricht führten die Dominikaner nur zögernd ab den 1250er Jahren ein, er musste gegen den Widerstand einer bildungsfeindlichen Strömung im Orden durchgesetzt werden und wurde erst 1305 für den gesamten Orden vorgeschrieben. Bei der Einbeziehung des naturkundlichen Stoffs in den Unterricht spielte Albert der Große († 1280) eine Pionierrolle; er baute das „Generalstudium“ in Köln auf, eine bedeutende Bildungsstätte des Ordens. Möglicherweise hat Dietrich um 1267/1270 in Köln studiert, doch ist diese Annahme hypothetisch. Schließlich wurde Dietrich selbst Lehrer; um 1271 war er Lektor (Lesemeister) im Dominikanerkonvent von Freiberg, das heißt, er hielt dort Vorlesungen und war allein für die Schulung seiner Mitbrüder zuständig; der Konvent hatte nur einen einzigen Lektor. Für die Dominikaner war der Unterricht obligatorisch; außerdem stand die Konventsschule dem allgemeinen Publikum offen. Der Lektor hatte herkömmliches, als gesichertes Wissen geltendes theologisches Lehrgut zu vermitteln; Neuerungen waren unerwünscht.
Vom Herbst 1272 bis mindestens Ende 1274 absolvierte Dietrich ein Fortbildungsstudium der Theologie an der Universität von Paris. Vielleicht blieb er bis 1277 dort, dann kehrte er nach Deutschland zurück. 1280 war er als Lektor am Dominikanerkonvent in Trier tätig. Für die Folgezeit bis 1293 liegen keine Nachrichten über ihn vor; wahrscheinlich hielt er sich erneut in Paris auf und hielt als Baccalarius eine Vorlesung über die Sentenzen des Petrus Lombardus. Am 7. September 1293 wurde er zum Provinzial (Leiter) der deutschen Provinz seines Ordens (Teutonia) gewählt. Als seinen Vikar (Vertreter) für die Region Thüringen wählte er Meister Eckhart, mit dem er spätestens damals in eine enge berufliche Beziehung trat. Er leitete die deutsche Dominikanerprovinz bis 1296. Von November 1294 bis Mai 1296 stand er zugleich als Generalvikar (Vertreter des Ordensgenerals) an der Spitze des gesamten Dominikanerordens, da das Amt des Generals vakant war. Anschließend ging er erneut nach Paris. Dort wurde er 1296/97 zum Magister der Theologie promoviert. Dann hatte er einige Zeit an der theologischen Fakultät der Pariser Universität den Lehrstuhl inne, der den nichtfranzösischen Dominikanern vorbehalten war. Dietrich und Albert der Große waren – soweit bekannt – die einzigen Deutschen, die im 13. Jahrhundert an der Universität Paris, die damals im europäischen Hochschulwesen eine dominierende Stellung einnahm, als Magister lehrten.
1303 wurde Dietrich in Koblenz vom Provinzialkapitel seiner Ordensprovinz zu einem der Provinzialdefinitoren gewählt, womit er ein Verwaltungsamt des Ordens übernahm. Seine letzte Erwähnung in den Quellen datiert von 1310. Sie betrifft seine Ernennung zum Provinzialvikar der oberdeutschen Ordensprovinz Teutonia. Dabei handelte es sich um einen der beiden Teile der inzwischen zweigeteilten deutschen Provinz. Diese Funktion, die zeitweilige Wahrnehmung der Amtspflichten des Provinzials, übte Dietrich bis zur regulären Wahl eines neuen Provinzials aus, die im September 1310 stattfand. Gewählt wurde Meister Eckhart. Da jedoch Eckharts Wahl vom Ordensgeneral aufgehoben wurde, musste Dietrich noch im selben Jahr eine neue Wahlversammlung einberufen. In der Forschungsliteratur wird sein Tod gewöhnlich in die Zeit um 1318/1320 gesetzt, doch fehlt es an konkreten Anhaltspunkten für die Datierung.

## Werke
Dietrich verfasste zahlreiche Schriften, die nur zum Teil erhalten geblieben sind. Überliefert sind 23 Abhandlungen über philosophische, theologische und naturwissenschaftliche Themen, zwei Traktatfragmente, einige Quaestionen sowie fünf Briefe. Von seinen Predigten ist nichts erhalten geblieben. Keine der Abhandlungen ist genau datiert, doch lässt sich ein Rahmen für eine ungefähre Chronologie ermitteln, und die Reihenfolge der Entstehung ist teilweise bekannt. Die Werke sind nach heutigem Forschungsstand alle im Zeitraum zwischen 1285 und 1311 entstanden.
Dietrichs erste, vermutlich um 1286 oder etwas später verfasste Schrift handelt von Problemen der Ontologie, der philosophischen Lehre vom Sein oder vom Seienden als solchem. Sie trägt den Titel De origine rerum praedicamentalium (Über den Ursprung der kategorial bestimmbaren Dinge). Den Ausgangspunkt bildet die Kategorienlehre des Aristoteles. Dietrichs Anliegen war die Klärung dessen, was Aristoteles eigentlich gemeint hat. Die Frage lautet, ob die Kategorien ihren Ursprung in der Natur oder im Intellekt haben. Somit geht es um den Zusammenhang zwischen den Prinzipien des Denkens, die zu der seit Aristoteles üblichen Einteilung des Seienden in zehn Kategorien geführt haben, und den Prinzipien des Seins.
In der anscheinend früh entstandenen Schrift De corpore Christi mortuo (Über den toten Leib Christi) nahm Dietrich eine theologische Thematik zum Anlass für eine grundsätzliche Erörterung der Seele als „Form“, die das Wesen des Menschen bestimme.
Wohl um 1296/1297 – nach anderen Mutmaßungen einige Jahre später – schrieb Dietrich drei Abhandlungen über umstrittene Fragen: De tribus difficilibus quaestionibus (Über drei schwierige Probleme). Sie sind betitelt De animatione caeli (Über die Beseelung des Himmels), De visione beatifica (Über die beseligende Schau, gemeint ist die Wahrnehmung Gottes durch die Seligen nach dem Tod) und De accidentibus (Von den Akzidenzien). Die drei erörterten Probleme liegen thematisch weit auseinander; die Zusammenfügung zu einem dreiteiligen Werk ergab sich aus der Absicht des Autors, anhand dreier Beispiele den Ansichten der communiter loquentes – der Vertreter der herrschenden Lehrmeinungen – entgegenzutreten. Damit meinte er hier die Thomisten, die Anhänger der Lehre des 1274 gestorbenen Dominikaners Thomas von Aquin. Thomas war ein älterer Zeitgenosse Dietrichs; die von ihm begründete Denkrichtung hatte sich gegen Ende des 13. Jahrhunderts im Dominikanerorden bereits weitgehend durchgesetzt. Diesem Einfluss widersetzte sich Dietrich. Er wollte mit seinen antithomistischen Ausführungen die Grundlage für eine fundamentale Kritik am Thomismus schaffen. Etwas später folgten die Abhandlungen De quiditatibus entium (Über die Quidditäten der seienden Dinge) und De ente et essentia (Über das Seiende und das Wesen). Sie enthalten scharfe Kritik am Thomismus, der die Wissenschaft zerstöre und mit der Philosophie des Aristoteles, auf welche die Thomisten sich beriefen, unvereinbar sei. Dietrichs Angriff richtete sich gegen zeitgenössische Thomisten wie Aegidius Romanus, Bernhard von Trilia und Thomas von Sutton.
Das nächste bedeutende philosophische Werk Dietrichs ist die erkenntnistheoretische Abhandlung De intellectu et intelligibili (Über den Intellekt und das Intelligible). Darin erörtert er die Fragen, wie der menschliche Intellekt sich selbst und sein Prinzip erkennt, wie sich die „tätige Vernunft“ (intellectus agens) zur „möglichen Vernunft“ (intellectus possibilis) verhält und wie diesbezüglich der aristotelische mit dem neuplatonischen Ansatz zu einem stimmigen Ganzen zusammengeführt werden kann.
Einer späteren Schaffensphase des Philosophen sind zwei Schriften über Sonderfragen zuzurechnen: der Traktat De magis et minus (Über das Mehr und Weniger), der das im Spätmittelalter oft untersuchte Problem der qualitativen Steigerung und Minderung bei Substanzen behandelt, und De natura contrariorum (Über die Natur konträrer Gegensatzpaare), worin Dietrich seine Theorie der Gegensätze darlegt. Vielleicht in dieselbe Periode gehören zwei Abhandlungen zur Philosophie der Dauer und der Zeit: De mensuris durationis entium (Über die Maße des Dauerns der seienden Dinge) und De natura et proprietate continuorum (Über die Natur und Besonderheit der Kontinua).
Aus dem Zeitraum 1294–1296 stammen fünf erhaltene Briefe Dietrichs.
Das Spätwerk ist einerseits Fragen der Naturphilosophie gewidmet, andererseits behandelt es Hauptthemen der mittelalterlichen Theologie. Die theologischen Themen erörtert Dietrich jedoch nicht auf theologische Weise (von der vorausgesetzten Autorität der Bibel ausgehend), sondern als Philosoph auf der Basis bloßer Vernunftüberlegungen (secundum rationem). In der Kosmologie, der sein besonderes Augenmerk in dieser Spätphase seines Schaffens galt, überschneiden sich die metaphysisch-theologischen Problemstellungen mit den naturphilosophischen und astronomischen.

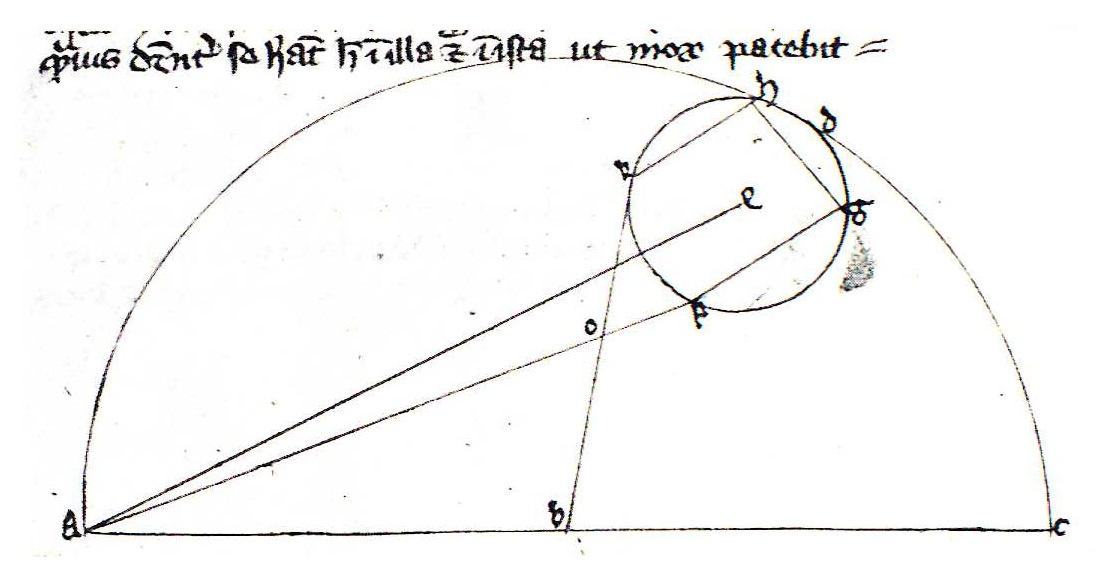
Die Bestimmung des Winkels zwischen den einfallenden und den reflektierten Strahlen, die den Nebenregenbogen erzeugen, nach Dietrichs Abhandlung Über den Regenbogen. Diagramm in der Handschrift Basel, Universitätsbibliothek, F.IV.30, fol. 38r (14. Jahrhundert)

Das umfangreichste Werk Dietrichs ist seine frühestens 1304 entstandene Schrift De iride et de radialibus impressionibus (Über den Regenbogen und die durch Strahlen erzeugten Eindrücke). Weitere relativ späte Schriften zur Naturforschung sind De miscibilibus in mixto (Über die Bestandteile in einem gemischten Stoff), De elementis corporum naturalium (Über die Elemente der natürlichen Körper), De coloribus (Über die Farben) und De luce et eius origine (Über das Licht und seinen Ursprung).
Zu den späten Schriften über theologische Themen gehören De substantiis spiritualibus et corporibus futurae resurrectionis (Über die geistigen Substanzen und die Körper der künftigen Auferstehung) und De cognitione entium separatorum et maxime animarum separatarum (Über die Erkenntnis bei körperlosen Wesen, insbesondere bei vom Körper getrennten Seelen). In zwei Alterswerken befasste sich Dietrich „nach den Grundsätzen einer philosophischen Untersuchung“ mit kosmologischen Themen: De intelligentiis et motoribus caelorum (Über die Intelligenzen und die Beweger der Himmel) und De corporibus caelestibus (Über die Himmelskörper). Diese beiden Abhandlungen berühren auch theologische Fragen; es geht um die „Intelligenzen“, vernunftbegabte körperlose Wesen, und um die Bewegung der Himmelskörper durch Himmelsseelen.

## Philosophie und Theologie

### Wissenschaftsverständnis, Methodik und oppositionelle Haltung
Methodisch vertrat Dietrich den Vorrang der argumentativen Begründung gegenüber der Berufung auf Autoritäten, ging aber von einem Einklang der beiden Wege aus. Zu seinen Anliegen gehörte eine saubere Trennung von Theologie und Philosophie, wobei sich aber zwischen deren Aussagen, wenn sie korrekt waren, kein Widerspruch ergeben durfte. Eine Flucht in irrationale Annahmen wie die Erklärung, für Gott sei auch Widersinniges möglich, lehnte er ab. Kohärenz hielt er für unabdingbar; wo sie nach seiner Ansicht fehlte, forderte er ein radikales Umdenken und beschritt einen anderen Weg. Die Auffassungen, die er für irrig hielt, bekämpfte er als inkonsequent und unzulänglich durchdacht. Wie in der Scholastik und schon in der antiken Philosophie üblich betrachtete er Wissenschaft als Zurückführung des Zufälligen auf das an sich Seiende und Notwendige. Was er jedoch bei anderen Magistern bemängelte, war die Umsetzung dieses Programms; er befand, dass sie es sowohl verteidigten als auch verleugneten. Einen solchen Mangel an Folgerichtigkeit wollte er nicht dulden.
Großen Wert legte Dietrich auf die Verteidigung der Freiheit des Denkens. Die Bedrohung kam nach seinen Worten von den communiter loquentes („die, die wie alle reden“). Damit meinte er die Vertreter der etablierten Lehren, die er kritisierte. Diese Gelehrten behandelte er wie eine gegnerische Gruppe, auch wenn sie untereinander uneinig waren. Dabei trat er kämpferisch auf. Gern wählte er für seine Thesen paradox wirkende, provozierende Formulierungen. Er warf den communiter loquentes vor, dass sie durch ihre Überzahl siegten, nicht durch die Qualität ihrer Argumente. Besonders deutlich zeigt sich Dietrichs geistige Unabhängigkeit darin, dass er nicht vor möglicherweise häresieverdächtigen Aussagen zurückschreckte: Er griff Behauptungen auf, die in der Pariser Verurteilung von 1277 mit Androhung der Exkommunikation kirchlicherseits verdammt worden waren, und befürwortete sie, teils in modifizierter Version. Mit Bedacht spielte er seine Rolle als oppositioneller Außenseiter und Vertreter von Minderheitspositionen gegenüber den vorherrschenden zeitgenössischen Strömungen, insbesondere dem Thomismus. Der Widerstand gegen den Thomismus war riskant, denn 1279 hatte das Generalkapitel des Dominikanerordens den Mönchen Kritik an Thomas verboten und 1286 war Thomas zum Ordenslehrer erklärt worden. Damit hatten die Dominikaner eine eindeutige Festlegung getroffen, die später noch verschärft wurde. Dennoch waren die kritischen Stimmen im Orden nicht verstummt. Wohl um 1286 oder etwas später schrieb Dietrich, er habe bisher wegen des Widerstands der communiter loquentes über heikle Fragen schweigen müssen, wolle sich nun aber dazu äußern. Später wies er auf die üble Nachrede (calumnia) hin, die ihm seine Schriften einbrachten. In seinem Auftreten verband sich ein rebellischer Zug mit einem konservativen: Während er manche Thesen führender Scholastiker des 13. Jahrhunderts unbefangen kritisierte und verwarf, berief er sich auf antike Denker (Aristoteles, Augustinus, Proklos) und den mittelalterlichen arabischen Aristoteles-Kommentator Averroes. Er bemühte sich zu zeigen, dass diese Autoritäten auf seiner Seite stünden: Wenn man ihre Schriften genau lese und ihre Lehren richtig verstehe, zeige sich deren Übereinstimmung mit der seinigen. Allerdings hielt er sie nicht für unfehlbar. Er zögerte nicht, Averroes vehement zu widersprechen, wo er dies für nötig hielt.

### Ontologie
Für die Ontologie, die Lehre vom Sein oder vom Seienden als solchem, war zu Dietrichs Zeit die Kategorienlehre des Aristoteles grundlegend. Aristoteles hatte die Gesamtheit des Seienden in zehn Hauptgruppen, die Kategorien, eingeteilt. Die Kategorien sind seine Fundamentalbegriffe für die Klassifikation der gesamten Wirklichkeit. Nach dem aristotelischen Verständnis umfasst die Kategorieneinteilung alles, was ist, und damit zugleich alles, was Subjekt oder Prädikat einer Aussage sein kann, also die Gesamtheit des sprachlich Ausdrückbaren. Die erste Kategorie ist die ousia, das „Wesen“, in der mittelalterlichen Terminologie die „Substanz“. Gemeint ist ein stabiles Substrat, das dem Dasein eines Einzeldings zugrunde liegt und für dessen konstante Identität sorgt. Substanz als „das Zugrundeliegende“ ist alles, was „weder von einem Zugrundeliegenden ausgesagt wird noch in einem Zugrundeliegenden ist“. Die übrigen neun Kategorien umfassen die Akzidenzien, das heißt variable Eigenschaften, die zum Substrat hinzutreten und dann dieser ousia anhängen, zum Beispiel Quantität oder Qualität. Als Hinzukommendes gehört ein Akzidens nicht zur Natur des Dings, mit dem es verbunden ist, denn es ist nicht mit Notwendigkeit vorhanden. Das Vorhandensein oder Fehlen der Akzidenzien hat keinen Einfluss auf die Identität des Dings; diese hängt ausschließlich von der Substanz ab. Als Beispiel nennt Aristoteles die Farbe an einem Körper. Der Körper ist als Zugrundeliegendes ousia, die Farbe ist Akzidens.
Wie die anderen Magister seiner Zeit ging Dietrich von diesem Modell aus. Das gängige Verständnis des Modells und den üblichen Umgang damit fand er jedoch unbefriedigend. Ihn beschäftigte die Frage, wie sich das Sein zum Denken verhält. Er wollte herausfinden, was der Grund dafür ist, dass Aussagen, die mit Begriffen im Rahmen des Kategoriensystems gemacht werden, auf kategorial bestimmbare Sachen (praedicamentalia oder res praedicamentales) anwendbar sind. Die Annahme, dass Kategorien, die aus der Analyse des menschlichen Sprechens über die Welt gewonnen sind, zugleich Bestimmungen des realen Seins sind, hielt er nicht für selbstverständlich, sondern für erklärungsbedürftig. Seine Frage, warum wirkliche Dinge kategorial bestimmbar sind, zielte auf den Zusammenhang des menschlichen Denkens und Sprechens mit der Welt. Er fragte nach dem Grund dafür, dass Welterkenntnis möglich ist.
Nach der damals gängigen Lehrmeinung bezieht sich die Kategorieneinteilung auf das wirkliche, nicht vom menschlichen Denken abhängige Sein der Welt. Daraus folgt ihre Gültigkeit auch für das Denken, denn die Prinzipien des Seins und des Denkens sind dieselben. Nach dem thomistischen Verständnis bewegen die Naturdinge den menschlichen Intellekt; sie bilden das Maß für ihn und erzeugen in ihm eine wahre Erkenntnis, mit der er die Wirklichkeit abbildet. Die vorgegebene, von Gott so eingerichtete Übereinstimmung der Prinzipien des Denkens mit denen des Seins ist der Grund dafür, dass zutreffende Aussagen über Seiendes möglich sind. Mit diesen damals allgemein verbreiteten Annahmen gab sich Dietrich jedoch nicht zufrieden. Er fragte ontologisch nach der Ursache dafür, dass Seiendes als solches ist und dass es begrifflich bestimmbar ist.
Aristoteles hatte vier Gründe dafür, dass etwas existiert, angenommen, zwei äußere und zwei innere. Äußerlich sind die bewirkende Ursache („Wirkursache“, lateinisch causa efficiens), das heißt der Erzeuger von etwas Erzeugtem, und die Zweckursache oder der Zielgrund (causa finalis), das heißt das, um dessentwillen etwas geschieht. Innerlich sind die Formursache (causa formalis), der das Ding seine besondere Beschaffenheit verdankt, und die Stoffursache (causa materialis), die Materie, der die Formursache Gestalt verleiht. Dietrich wies die Wirkursache und die Zweckursache der Naturdinge ausschließlich dem Bereich der Natur zu, dem Zuständigkeitsbereich der Physik; er entfernte sie aus der Ontologie. Er nahm an, dass es für alles, was kategorial bestimmt wird, nur zwei Ursprünge gibt, die Natur und den Intellekt. Ihnen entsprechen zwei Seinsbereiche, der physische und der geistige, die beide gleich real sind. Für Dietrich ist die Natur der Ursprung eines Dings, insoweit es ein Naturding ist, insoweit es von einem Erzeuger hervorgebracht wurde und einem Zweck dient. Hinsichtlich der „Washeit“ (quiditas) des Dings jedoch, seiner in der Definition ausgedrückten formhaften Wesensbestimmung, ist sein Ursprung der Intellekt. Somit ist der Intellekt in dieser Hinsicht Wirkursache und auch Formursache. Mit „Intellekt“ ist in diesem Zusammenhang bei Dietrich stets der menschliche Intellekt gemeint, nicht ein göttlicher oder kosmischer. Das bedeutet, dass die quiditas eines Dings vom menschlichen Denken konstituiert wird. Daher hat auch alles, was aus der Washeit folgt, seinen Ursprung im Intellekt des Menschen. Dazu gehören insbesondere manche Relationen, darunter räumliche und zeitliche Beziehungen ebenso wie Beziehungen zwischen verschiedenen Eigenschaften innerhalb eines Trägers. Von der Natur ist nur das konstituiert, was Prinzip naturhafter Prozesse ist. Alles Übrige – die vom Naturvorgang nicht geforderten Bestimmungen – ist Produkt des Intellekts. Diese Erzeugnisse des Intellekts hielt Dietrich nicht für bloße Abstraktionen oder „Gedankendinge“ (entia rationis), sondern für etwas real Seiendes, eine immaterielle Wirklichkeit. Dazu zählte er insbesondere die kategoriale Struktur der Erkenntnisobjekte. Thomas von Aquin hingegen hatte die kategoriale Struktur als Beschaffenheit der Naturdinge betrachtet.
Dietrich begründete seine Theorie damit, dass die Natur im Gegensatz zum Intellekt außerstande sei, Unterschiede zu setzen. Sie könne nicht zwischen einer Sache und deren Wesensbestimmung, der Washeit, unterscheiden. Auf dem Gebiet der Washeit sei das Unterscheiden aber das Bewirken. Daher könne dort nicht die Natur, sondern nur der Intellekt die bewirkende Ursache sein. Die Denkbarkeit und Bestimmbarkeit eines Objekts gehe nicht von seiner natürlichen Beschaffenheit aus, sondern werde ausschließlich der spontanen Tätigkeit des Intellekts verdankt. Wer etwas definiere und dabei eine Unterscheidung zwischen den Bestandteilen seiner Definition einführe, der bewirke damit diese Bestandteile.
Aus diesen Überlegungen zog Dietrich eine weitreichende Konsequenz. Da die vom Intellekt gesetzte Washeit einer Sache als deren inneres Wesensgesetz bestimmt war, ergab sich, dass nicht nur die Wesensbestimmung der Sache, sondern auch die Sache selbst unter dem Gesichtspunkt ihrer Washeit vom Intellekt konstituiert wird. Wenn beispielsweise der Intellekt die Ursache der Definition des Menschen als vernunftbegabtes Lebewesen ist, dann ist er auch das Prinzip und die Ursache des Menschen selbst, insoweit dieser der Art „Mensch“ angehört, oder, wie Dietrich es ausdrückt, des Menschen, insoweit dieser ein Sein im Sinne des „washaften Seins“ (esse quiditativum) hat.
Somit besteht das Verhältnis zwischen dem Intellekt und den Naturdingen darin, dass der Intellekt das Naturding konstituiert, insoweit dieses ein „Was“ (quid) ist und durch seine Washeit bestimmt ist. Für diese Tätigkeit des Intellekts hat Dietrich den Ausdruck „quidifizieren“ geprägt. Außerdem existiert das Naturding jedoch auch unabhängig vom Intellekt, nämlich insofern es durch die Naturprinzipien konstituiert ist. In diesem Sinne unterscheidet Dietrich zwischen Naturdingen (entia naturae) und den vom Intellekt hervorgebrachten Denkinhalten (entia conceptionalia, ein von Dietrich in Anknüpfung an Averroes geprägter Begriff). Unter entia conceptionalia sind alle Formen des Vorhandenseins der Erkenntnisobjekte im erkennenden Intellekt zu verstehen. Auf sie ist das Kategoriensystem des Aristoteles nicht anwendbar. Die Denkinhalte entsprechen zwar den Naturdingen, sind aber nicht deren Abbilder, sondern bestehen eigenständig neben ihnen. Die Denkwelt ist keine Nachbildung der Naturwelt.
Nach Dietrichs Lehre, die von Ideen Avicennas beeinflusst ist, ist der „tätige Intellekt“ (intellectus agens) – der Intellekt als aktive, alles Erkennen bewirkende Instanz – eine reine Substanz, die nichts Akzidentelles enthält. Daher weist er keine Zusammensetzung auf, sondern ist absolut einfach. Er geht aus Gott hervor und stellt dessen vollkommenes Ebenbild (imago) dar. Von Natur aus – nicht durch eine besondere Gnadengabe – ist er „gottförmig“ (deiformis); zwischen ihm und Gott besteht eine substantielle Entsprechung. Darin unterscheidet er sich von den Naturdingen, die nicht als Bilder, sondern als Dinge aus Gott hervorgehen und aus dem Zusammenwirken von Form und Stoff resultieren. Aus diesem Bildcharakter des tätigen Intellekts ergibt sich seine einzigartige Nähe zu Gott. In seinem Bildsein trägt er gewissermaßen Gott in sich. Im menschlichen Individuum ist der tätige Intellekt nicht nur der Faktor, der in der Seele Einsicht erzeugt, sondern auch die Wirkursache der Seelensubstanz.
In der umstrittenen Frage, ob zwischen Sein und Wesen ein realer oder nur ein begrifflicher Unterschied besteht, bekämpfte Dietrich wie schon Siger von Brabant die These des Realunterschieds. Dabei wandte er sich gegen Thomas von Aquin, der damals zu den Befürwortern dieser These gezählt wurde, obwohl er den Ausdruck „realer Unterschied“ nicht verwendet hatte. Der Konflikt war brisant, denn sowohl die Annahme als auch die Bestreitung des Realunterschieds konnte zur Folgerung führen, die Welt sei ewig. Daraus ergab sich ein Widerspruch zur christlichen Schöpfungslehre, der zufolge Gott die Welt aus dem Nichts erschaffen hat.

### Ausschluss des Irrationalen aus der Philosophie
Dietrichs konsequentes Festhalten an der Forderung, theologische und philosophische Aussagen müssten zusammen ein durchgängig konsistentes System ergeben, brachte ihn in Konflikt mit der philosophischen Begründung der kirchlichen Lehre von der Transsubstantiation, der Wandlung von Brot und Wein in den Leib und das Blut Christi in der Eucharistie. Diese Lehre war in der mittelalterlichen Kirche ein verbindlich festgelegtes Dogma. Dem kirchlichen Dogma zufolge verschwindet bei der Eucharistie die Brotsubstanz und wird durch die göttliche Substanz des Leibes Christi ersetzt, wobei aber die Eigenschaften des Brotes erhalten bleiben. Philosophisch ausgedrückt bedeutet das, dass Eigenschaften (Akzidenzien) ohne die Substanz, der sie als ihrem Träger angehören, existieren können. Das widerspricht jedoch der Definition des Akzidens als das, was nicht durch sich (per se) bestehen kann, also nicht von seiner Substanz abtrennbar ist. Die charakteristischen Eigenschaften eines Brotes können nur so lange existieren wie das Brot; wenn dieses aufhört Brot zu sein, müssen auch die entsprechenden Eigenschaften verschwinden, da sie dann keinen Träger mehr haben. Dieser Sachverhalt stellte für die philosophisch gebildeten mittelalterlichen Theologen, darunter auch Thomas von Aquin, ein schweres Problem dar, denn sie gingen davon aus, dass Gott nichts Widersprüchliches und damit logisch Unmögliches bewirkt, sondern das Gesetz vom zu vermeidenden Widerspruch beachtet. Thomas versuchte den Widerspruch durch die These zu beheben, ein Akzidens sei zwar in der Regel, aber nicht notwendigerweise an seine Substanz gebunden, es könne im Ausnahmefall nach Gottes Willen substanzlos sein. Dagegen wandte sich Dietrich. Er machte geltend, die Annahme eines Akzidens ohne zugehörige Substanz sei nach der auch von Thomas angenommenen Bestimmung des Begriffs Akzidens per Definition schlechthin unmöglich. Hier werde gegen den Grundsatz verstoßen, dass Gottes Allmacht nichts bewirken könne, was einen Widerspruch einschließe, obwohl auch die Thomisten diesen Grundsatz akzeptierten.
Hinter dieser Auseinandersetzung stand die prinzipielle Frage, ob man einen Widerspruch in Kauf nehmen und damit bewusst ein irrationales Element in die Wissenschaft einführen dürfe, um zu einem erwünschten Ergebnis zu gelangen. Dietrich kritisierte Diskursteilnehmer, die den Anspruch erhoben, ihre Position rational zu begründen, aber den rationalen Diskurs aufgaben, sobald er zu Konsequenzen führte, die sie für unannehmbar hielten. In der philosophischen Verteidigung der Transsubstantiationslehre sah er den Versuch, einem Dilemma durch spitzfindige Ausreden, terminologische Unschärfe und Inkonsequenz zu entkommen. Dagegen protestierte er vehement, denn er meinte, dass mit solchen Vorgehensweisen das Fundament der Wissenschaft zerstört werde.

### Erkenntnistheorie
Nach Dietrichs Verständnis ist Erkenntnis ein Finden der Wahrheit in einer verborgenen Schatzkammer, im „Versteck des Geistes“ (abditum mentis), das der Mensch in sich selbst entdecken kann, wenn er sich ihm zuwendet. Er braucht die Wahrheit nicht in der Außenwelt zu suchen, denn er besitzt sie bereits in seinem eigenen Geist. Bei dieser Erklärung der Erkenntnis handelt es sich um ein Konzept, dessen Ausgangspunkt eine Überlegung des spätantiken Kirchenvaters Augustinus bildet. Das „Versteck des Geistes“ ist für Augustinus und für Dietrich gleichsam der „Ort“ in der Seele, an dem ihre Wissensschätze gespeichert sind. Dort trägt sie das Wissen seit jeher in sich, doch wird sie sich dessen erst dann bewusst, wenn sie ihre Aufmerksamkeit darauf richtet. Dietrich griff das Konzept des Augustinus auf und entwickelte es weiter, wobei er den bis dahin eher vagen Sprachgebrauch von abditum mentis terminologisch schärfte.
In Dietrichs Modell wird das „Versteck“ des Augustinus mit dem „tätigen Intellekt“ der aristotelisch-scholastischen Philosophie gleichgesetzt. Der tätige Intellekt ist die menschliche Vernunft in ihrer Eigenschaft als erkennende Instanz, die aktuell ein bestimmtes Erkenntnisobjekt erfasst. Das Erfassen seiner Objekte vollbringt der tätige Intellekt aktiv mittels seiner eigenen Tätigkeit; er ist davon nicht nur passiv betroffen wie ein Sinnesorgan, das eine Sinneswahrnehmung „erleidet“, indem es einen einströmenden Sinneseindruck aufnimmt. Dadurch, dass er konkret in Aktion tritt, unterscheidet sich der tätige Intellekt vom „möglichen“ (intellectus possibilis). Der mögliche Intellekt ist die Vernunft als erkenntnisfähige, aber nicht aktuell ein bestimmtes Objekt erkennende Instanz.
Mit seinem Verständnis des tätigen Intellekts grenzt sich Dietrich fundamental vom Thomismus ab. Für die Thomisten ist der tätige Intellekt ein „akzidentelles Seelenvermögen“, das heißt: eine Fähigkeit oder Funktionsweise der Seele, die nicht notwendigerweise zu deren Wesen gehört, sondern als etwas Äußerliches, gleichsam von außen „Hinzukommendes“ zur Seele hinzutritt. Er verhält sich zu ihr wie ein Instrument, dessen einzige Aufgabe darin besteht, ihr Erkenntnis zu ermöglichen. Für Dietrich hingegen ist der tätige Intellekt kein bloßes Mittel zur Erkenntnis, sondern er ist selbst die erkennende Instanz. Er existiert als Substanz nicht unabhängig von der Seele, er tritt nicht von außen zu ihr hinzu, sondern er ist inwendig (intrinsisch) als konstituierender Faktor in ihr und macht sie zu dem, was sie ist. Allerdings ist er während des irdischen Lebens des Menschen nicht so mit der Seele verbunden wie eine substantiale (wesensbestimmende) aristotelische Form; anderenfalls besäße der Mensch vollkommene Einsicht. Die vollendete Verbindung des tätigen Intellekts mit der Seele bleibt der künftigen Seligkeit vorbehalten. Als irdisches Wesen ist der Mensch auf den möglichen Intellekt angewiesen und erkennt daher nur mangelhaft, obwohl der gottförmige tätige Intellekt in seiner Seele ist.
Der Gegensatz zwischen Dietrichs Intellekttheorie und der thomistischen tritt auch in der Lehre von der Gotteserkenntnis scharf hervor. Dabei geht es um die „beseligende Schau“ (lateinisch visio beatifica), die in der biblischen Verheißung verkündete unmittelbare Gotteswahrnehmung der Seligen im Himmel. Dietrich hält die Gottesschau für eine unmittelbare Folge der Beschaffenheit des tätigen Intellekts. Dieser sei aufgrund seiner Natur befähigt, die göttliche Wesenheit wahrzunehmen; dazu bedürfe er keiner besonderen, von außen hinzukommenden Gnade Gottes. Thomas hingegen schließt aus, dass ein Geschöpf von sich aus imstande ist, die Distanz zum Schöpfer zu überbrücken und dessen Wesen zu erfassen. Er meint, dazu sei eine besondere akzidentelle Disposition erforderlich. Diese werde den Seligen durch einen Akt der göttlichen Gnade verliehen, durch den das „Gnadenlicht“ oder „Licht der Herrlichkeit“ (lateinisch lumen gloriae) empfangen werde. Erst dadurch werde der Intellekt „gottförmig“.
Einer grundlegenden These Dietrichs zufolge ist der menschliche Intellekt seiner Natur nach immer in aktuellem Vollzug (intellectus per essentiam semper in actu). Niemals ist er auf die bloße ihm innewohnende Fähigkeit zum Wirken beschränkt, vielmehr verwirklicht sich diese Fähigkeit unter allen Umständen als tatsächlich vollzogene Tätigkeit. Nichts von dem, was dem tätigen Intellekt zukommt, hat er von außen oder nur zufällig; vielmehr gehört alles, was er hat, zwangsläufig als Wesensmerkmal untrennbar zu ihm. Somit erweist er sich als autonom. Wenn etwas in ihn eintritt, kann dies nur auf seine Weise geschehen, also als intellektuelle Tätigkeit. Im Gegensatz zur aristotelischen Auffassung, wonach ein Wesen erst sein muss, bevor es tätig werden kann, konstituiert sich nach Dietrichs Verständnis der menschliche Intellekt selbst als seiend, indem er sich selbst erkennt, das heißt: indem er in sich seinen göttlichen Grund denkend erfasst. Demnach denkt der Intellekt nicht, weil er ist, sondern er ist, weil er denkt; er denkt sowohl sein Denken als auch sein Sein. Innerhalb des Intellekts ist keine Unterscheidung von Tätigem und Tätigkeit, Subjekt und Objekt möglich; vielmehr ist er so einfach und einheitlich, dass in ihm seine Substanz, seine Tätigkeit und sein Objekt in eins zusammenfallen. So einfach wie der Intellekt muss auch seine Selbsterkenntnis sein. Somit ist sie irrtumsfrei, denn sie basiert nicht auf einem Urteil, dessen Teile falsch verknüpft sein könnten.
Als „tätiger“ hat der Intellekt prinzipiell die Fähigkeit, alles zu setzen, und als „möglicher“ die Möglichkeit, alles zu werden. Durch sein eigenes Wesen trägt er Ähnlichkeit mit der Gesamtheit des Seienden in sich, und zwar auf einfache Weise, da sein Wesen einfach ist. Die Vielheit ist in ihm intellektuelle Einheit, und aufgrund dieser Einheit vermag er alles zu erkennen. Indem er sich selbst erkennt, erkennt er zugleich seine Ursache und die übrigen Dinge. Diese drei Gegenstände seiner Erkenntnis erfasst er nicht in drei Vollzügen, sondern in einem einzigen einfachen Akt. Aufgrund seiner Beschaffenheit, die ihn dazu befähigt, kommt ihm in der Schöpfungsordnung ein außerordentlich hoher Rang zu.
Ein wesentlicher Aspekt von Dietrichs Erkenntnistheorie ist die Unterscheidung zwischen der Phantasie oder Einbildungskraft (virtus imaginativa), der Denkkraft (virtus cogitativa oder ratio particularis) und der intellektuellen Einsicht (ratio universalis). Über Phantasie verfügen alle „Sinnenwesen“ (animalia), also auch die Tiere; die beiden anderen Kräfte bleiben dem Menschen vorbehalten. Die Denkkraft bestimmt ein wahrgenommenes Individuum als Exemplar seiner Art, beispielsweise einen Hund als Hund. Sie setzt zusammen und trennt, wie Dietrich es ausdrückt, sie verbindet Zusammengehöriges und hält das Verschiedene auseinander. Indem sie von den individuellen Besonderheiten absieht, nähert sie sich dem Allgemeinen. Sie kann aber keine Definitionen liefern; dazu ist nur die intellektuelle Einsicht imstande. Nur diese hat es mit dem Allgemeinen im engeren Sinn zu tun; nur sie erkennt die Bestimmtheit einer Sache, welche die Grundlage der Definition bildet, und urteilt darüber, ob ein Begriff sachgemäß und stets im selben Sinn verwendet wird. Die intellektuelle Einsicht erfasst das Allgemeine als das Notwendige, das unabhängig von Raum und Zeit immer gegeben ist. Das Notwendige ist dem Intellekt aus sich selbst bekannt. Es wird nicht durch Ableitung aus etwas anderem bewiesen, sondern ist selbst die Grundlage aller Beweise. Beweise werden durch Schlussfolgerung aus Notwendigem geführt. Auf diesem Weg entsteht Wissenschaft. Sie besteht aus dem Besitz von Erkenntnis des Notwendigen und des daraus korrekt Gefolgerten.
Burkhard Mojsisch weist darauf hin, dass Dietrichs Wissensverständnis nicht als mystisch zu verstehen ist. Diese Bezeichnung wäre verfehlt, denn Dietrich durchdenkt die Dynamik der Vernunft selbst in ihren unterschiedlichen Vollzügen und stellt dabei die Vernunft nicht in einen Gegensatz zu Gott. Einen solchen Gegensatz hält er vielmehr für widersinnig, weil dann die Vernunft, wenn sie sich mit Gott befasst, etwas ihr Äußerliches und Fremdes zu denken hätte, was mit ihrem Wesen unvereinbar wäre.

### Zeittheorie
Vor der Erläuterung seiner Zeittheorie setzt sich Dietrich mit dem Begriff des Kontinuierlichen auseinander. Dessen Klärung sieht er als Voraussetzung für das Verständnis der Zeit. Aristoteles folgend versteht er unter einem Kontinuum etwas, was einerseits unendlich teilbar ist, andererseits eine Ausdehnung zwischen zwei Enden (termini) besitzt. Bei einer Linie ist der terminus ein Punkt. Diesen bestimmt Dietrich mit Berufung auf Euklid als etwas, das nur durch seinen Bezug auf das Kontinuum bestimmbar ist. Der Endpunkt einer Linie ist nichts als ein Element der Verneinung in Bezug auf die Ausdehnung des Kontinuums. Das bedeutet, dass die termini im Kontinuierlichen und in Abhängigkeit von ihm verwirklicht werden und nicht das Kontinuum durch sie. Das Kontinuum ist die übergeordnete Gegebenheit. Daraus folgt für Dietrich, dass Kontinuierliches nicht aus unteilbaren Größen zusammengesetzt sein kann. Die Zeit besteht nicht aus Zeitpunkten. Sie ist ebenso wie die Bewegung und im Gegensatz zum Raum kein permanentes, sondern ein sukzessives Kontinuum, da ein zeitlicher Beginn dann nicht mehr wirklich ist, wenn ein zeitlicher Endpunkt erreicht wird.
Von diesen Überlegungen ausgehend erläutert und begründet Dietrich seine Zeittheorie. Aus dem sukzessiven Charakter des Zeitkontinuums folgert er, dass dessen termini nicht in der Natur existieren können wie diejenigen des Raumes, da sonst aus dem sukzessiven Kontinuum ein permanentes würde. Vielmehr müssen die termini von dem, der die Zeit misst, als Grenzpunkte gesetzt werden. Die messende Instanz ist die Seele. Daher zählt Dietrich die Zeit nicht zu den Naturdingen (entia naturalia), sondern zu den Produkten der Seele. Somit lehnt er den „Zeitrealismus“ ab, dem zufolge Zeitliches ebenso wie Räumliches zu den Naturgegebenheiten gehört. Die Vorstellung einer analog zu räumlicher Ausdehnung „ausgedehnten“ Zeit hält er für eine Illusion; mit seiner Argumentation will er beweisen, dass der Zeitrealismus widersprüchlich sei. Für ihn ist die Zeit das Produkt eines Zusammenspiels von Vorstellungsvermögen und Intellekt. Der individuelle menschliche Intellekt ist zwar unteilbar, aber durch sein Vorstellungsvermögen kann sich das Individuum als teilbar erleben und dadurch Zeit erfahren. Die Verbindung des Unteilbaren mit dem Teilbaren ermöglicht Zeit. Der Augenblick, das „Jetzt“, ist unteilbar; dadurch enthält die teilbare Zeit auch ein Moment der Unteilbarkeit. Vergangenheit und Zukunft werden als solche von der Vernunftseele erzeugt, indem diese sie so bestimmt. Wenn keine Seele die Zeit misst und ihr damit einen zahlenmäßig erfassbaren Charakter verleiht, existiert keine Zeit. Nur dadurch, dass der tätige Intellekt nicht selbst im Zeitfluss mitströmt, sondern jenseits der Zeit existiert und ihr überlegen ist, kann er Zeitpunkte markieren und Zeit messen, womit er ein „Früher“ und ein „Später“ schafft. Die Kontinuität der Zeit, die ihrer Zahlhaftigkeit nicht widerspricht, ergibt sich aus ihrem Ursprung; es handelt sich um ein seelisches Kontinuum. Nach diesem Verständnis ist die Zeit kein Gegenstand der Physik, sondern fällt in den Zuständigkeitsbereich der Metaphysik.
Mit einer Reihe von Argumenten stützt Dietrich seine These ab, wobei er auf mögliche Einwände eingeht. Ein Einwand lautet, dass nach der aristotelischen Zeitlehre die Bewegung die notwendige Bedingung für die Bildung eines Zeitbewusstseins ist. Gemeint ist die Himmelsbewegung als normale Grundlage der Zeitmessung. Sie liefert das außerseelische Zeitsubstrat, das die Unterscheidung eines „Vorher“ und „Nachher“ ermöglicht. Dieser Argumentation hält Dietrich entgegen, dass das Zeitsubstrat die Bildung eines Vorher und Nachher nur ermögliche; die Verwirklichung sei ausschließlich Sache der Seele. Für Dietrich ist die Himmelsbewegung keine echte Ursache der Zeit. Sie ist nur sehr indirekt an deren Konstitution beteiligt, indem sie den Konstitutionsprozess in der Seele in Gang bringt. Das geschieht dadurch, dass die Himmelsbewegung dem Menschen Gelegenheit gibt, durch sein Vorstellungsvermögen das Zeitkontinuum in der Seele als solches zu erfahren. Die Konstitution der Zeit wird dann vom Intellekt geleistet.

### Kosmologie
Besonders deutlich zeigt sich Dietrichs Ablehnung des Thomismus in der Kosmologie. Sein Weltbild steht in scharfem Gegensatz zum thomistischen Verständnis der Schöpfung. Er deutet die Entstehung des Geschaffenen als ewige Emanation, als Hervorgehen der Dinge aus Gott, den er mit dem neuplatonischen Einen gleichsetzt. Allerdings weist Dietrich auf den hypothetischen Charakter der Emanationslehre hin, die nicht in der Bibel enthalten sei. Zwischen Gott und die sichtbare Welt setzt er hierarchisch geordnete, schöpferisch tätige Intellekte als Zwischenstufen der kosmischen Ordnung. Die Anregung zu diesem Konzept verdankt er der Kosmologie des spätantiken Neuplatonikers Proklos.
Dietrichs astronomisches Modell ist das zu seiner Zeit herrschende geozentrische. Es basiert auf der Annahme, dass die Erde in der Mitte des Weltalls ruht. Die Bewegungen am Himmel werden mit der Hypothese erklärt, dass die Gestirne an durchsichtigen, konzentrisch um die Weltmitte angeordneten Hohlkugeln, den Himmelssphären, befestigt sind, die gleichförmig rotieren. Durch die Befestigung werden die Himmelskörper in ihren Kreisbahnen gehalten. Ihre Bewegungen sind also ein Ergebnis der Drehung der unsichtbaren Sphären. Dietrich übernimmt eine damals gängige Sichtweise, der zufolge die Rotation der Himmelssphären auf vernunftbegabte Wesen zurückzuführen ist, die als Beweger fungieren. Im Gegensatz zu Thomas zählt Dietrich diese Wesen aber nicht zu den Engeln, sondern sieht in ihnen Himmelsseelen, die mit den einzelnen Himmelskörpern untrennbar verbunden sind. Ihm missfällt die thomistische Auffassung, der zufolge die Sternbeweger niedere Engel sind, die Gott zur Bewegung der Sternschalen abgeordnet hat. Nach dem thomistischen Modell sind die Beweger für ihre Sterne nur Wirkursache, nicht Formursache. Sie sind nur akzidentell, nicht ihrem Wesen nach mit den ihnen von Gott zugewiesenen Himmelskörpern verbunden. Eine so äußerliche, niedere Form von Kausalität schließt Dietrich für den Himmel aus, da die Bewegungen dann etwas Gewaltsames hätten, das des Himmels unwürdig sei. Er meint, die Sternbewegung müsse natürlich sein und auf einer inneren, wesenhaften Verbundenheit von Beweger und Bewegtem beruhen. Wer hier eine akzidentelle Beziehung annehme, verrate damit nicht nur seine Unwissenheit, sondern seine törichte Rohheit. Dietrich vermeidet es bei dieser scharfen Polemik, Thomas oder einzelne Thomisten namentlich zu nennen.
Dietrich ist sich über den spekulativen Charakter seiner kosmologischen Hypothesen im Klaren. Auch hier bemüht er sich um Kohärenz und legt Wert auf strikte Rationalität; er konstatiert, dass er sich auf rationale Mutmaßungen beschränken muss. Gesichertes Wissen beansprucht er nicht einmal hinsichtlich der Existenz von „Intelligenzen“ (körperlosen Vernunftwesen). Nachdrücklich wendet er sich gegen theologische Eingriffe in die Lehre vom Aufbau des Universums; die Kosmologie habe mit Glaubensinhalten nichts zu tun und dürfe nicht mit ihnen vermengt werden.
Wie die antiken Neuplatoniker ist Dietrich der Überzeugung, dass das Universum vollkommen sei. Mit Berufung auf Augustinus stellt er fest, dass alles, was aufgrund richtigen Denkens über ein vollkommenes Universum ausgesagt werden könne, zwangsläufig mit dem, was Gott tatsächlich bewirkt habe, identisch sein müsse. Wichtig ist ihm die geordnete, gesetzmäßige Beschaffenheit des Kosmos, die jeden Zufall bei den Gestirnbewegungen ausschließt. Er stützt sich auf den Grundsatz, dass Gott die Welt vernünftig gegründet habe und daher ihre Vernünftigkeit zu unterstellen sei.
In Dietrichs Spätwerk verfestigt sich seine Verankerung in der neuplatonischen Kosmologie. Seine früher mit Vorbehalt geäußerte Zustimmung zu deren Modell wird nun mit Bestimmtheit vorgetragen. Dabei handelt es sich um Gedankengut des Proklos und des neuplatonischen Liber de causis (Buch von den Ursachen).

### Die Rückkehr zum Ursprung
Wie bei Proklos folgt in Dietrichs Modell auf den Hervorgang des Universums aus der Einheit die Rückkehr aller Dinge zu ihrem göttlichen Ursprung. Sie wird von der Sehnsucht bewirkt. Jedes Geschöpf hat von Natur aus die Neigung, sich selbst aktiv zu übersteigen und den Weg zu seinem Ursprung einzuschlagen. Dieses Streben ist Ausdruck der Bestimmung aller Wesen, es ist ihre naturgemäße Aktivität. Die damit hervortretende Ausrichtung auf das Gute zeigt, dass die Schöpfung gut ist. In Dietrichs Universum ist wie bei Proklos alles von der Dynamik des Hervorgangs und der Rückkehr geprägt.
Hierbei ist allerdings zu beachten, dass hinsichtlich des tätigen Intellekts die Rückkehr nicht als Vorgang in der Zeit zu verstehen ist. Im Gegensatz zum möglichen Intellekt ist der tätige nicht der Zeitlichkeit, äußeren Einwirkungen und dem Zufall unterworfen, sondern ewig und unwandelbar. Daher fällt für ihn zwischen Hervorgang und Rückkehr keine Zeitspanne; es handelt sich nicht um zwei Tätigkeiten, sondern um eine einzige. Er wird die Seligkeit nicht künftig gemäß der biblischen Verheißung erlangen, denn er ist in sich immer selig und kann nichts werden, was er nicht schon wäre. Die künftige Seligkeit, die von den Christen erhofft wird, betrifft den möglichen Intellekt, der in der Zeit existiert und für den es daher eine zeitliche Zielerreichung gibt. Der Mensch erlangt die Seligkeit dadurch, dass sich das Verhältnis des tätigen zum möglichen Intellekt ändert, indem der tätige die Funktion übernimmt, die substantiale Form des möglichen zu sein. Die ewige Glückseligkeit des Menschen kann nur enthüllen, was jetzt schon im „Versteck des Geistes“, im tätigen Intellekt leuchtet.

### Anthropologie
Trotz Dietrichs fundamentaler Kritik am Thomismus gibt es Übereinstimmungen zwischen seiner Lehre und der thomistischen. Sie betreffen insbesondere die Anthropologie. Hinsichtlich des Verhältnisses von Form und Materie im Menschen folgt Dietrichs Konzept dem des Thomas von Aquin. Nach der Auffassung der beiden Magister gibt es im Menschen nur eine einzige „substantiale“ – sein Wesen bestimmende – Form, die Seele, und nur eine einzige Materie, die physische Materie des Körpers. Geistige Substanzen wie die menschliche Seele sind nicht aus einer Form und einer geistigen Materie zusammengesetzt, sondern sind reine Formen, und der Körper ist reine Materie und weist keine eigene Form auf, sondern erhält seine Form ausschließlich von der Seele. Das Gegenmodell ist die augustinisch geprägte Anthropologie namhafter Theologen des Franziskanerordens, der sogenannten „Franziskanerschule“. Die Franziskanerschule schreibt der Seele eine eigene, vom Körper unabhängige, nicht sinnlich wahrnehmbare Materie zu und nimmt an, dass die Körpermaterie ihre Beschaffenheit als menschlicher Körper von einer eigenen „Form der Körperlichkeit“ (forma corporeitatis) erhält. Eine solche von der Seele unabhängige Form der Körperlichkeit wird in der thomistischen Anthropologie, der Dietrich in diesem Punkt folgt, ausgeschlossen. Zu deren Kernthesen gehört der Satz von der Seele als einziger Form des Körpers (anima unica forma corporis).
Dietrich ist der Überzeugung, dass der Mensch seine spezifische Vollkommenheit durch seine intellektuelle Betätigung erwirbt. In dieser sieht er die höchste Form des menschlichen Lebens. Aus dem hohen Rang dieser Höchstform leitet er die Folgerung ab, dass sie ihr Prinzip in sich selbst haben müsse. Daraus ergibt sich für ihn, dass der tätige Intellekt nicht nur das begründende Prinzip der menschlichen Seele, sondern wesenhaft mit ihr identisch ist. Er ist nicht nur seiner Wirkung nach, sondern seiner Substanz nach dem Menschen innerlich. Seine Funktion in der Seele entspricht der des Herzens im Körper.

### Individuation
Zu den größten Herausforderungen, vor die sich die mittelalterliche Philosophie gestellt sah, zählte das Problem der Beziehung zwischen dem Allgemeinen (den Gattungen und Arten) und der Vielzahl der jeweils zu einer bestimmten Art (species) gehörenden Exemplare (individua). Zu Dietrichs Zeit versuchten die meisten Philosophen, einer antiken Denkweise folgend, das Dasein der einzelnen Dinge – deren jeweils besondere Existenz als Exemplare ihrer Art – zu erklären, indem sie das Einzelding, die einzelne konkret vorliegende Ausprägung von etwas, auf das Allgemeine und Artspezifische zurückführten. Damit stellte sich die Frage nach der Ursache der „Individuation“, des Vorhandenseins der verschiedenen, durch gemeinsame artspezifische Eigenschaften verbundenen Exemplare einer Art. Benötigt wurde ein Individuationsprinzip, das heißt: ein Grund dafür, dass es nicht nur Begriffe – platonische „Ideen“ oder aristotelische „Formen“ – gibt, sondern auch „Individuen“, einzelne Wesen und Objekte, die hier und jetzt das Allgemeine und Artgemäße in sich tragen und verkörpern.
In der Auseinandersetzung mit diesem Problem klärt Dietrich zunächst den Begriff „Individuum“. Für ihn ist ein Individuum eine Einheit, die nicht nur durch ihre artspezifischen Merkmale bestimmt ist, sondern zusätzlich auch durch besondere Bestimmungen, die nicht zu den Wesensmerkmalen der betreffenden Art zählen. Bei den besonderen Bestimmungen handelt es sich um zufällige individuelle Eigenschaften, beispielsweise bei einem Gegenstand die ihm eigentümliche räumliche Ausdehnung. Wenn hingegen eine Einheit ausschließlich durch ihre spezifischen Artmerkmale bestimmt ist und darüber hinaus keine Besonderheiten aufweist, so handelt es sich nicht um ein Individuum; eine solche Einheit ist vielmehr die Art selbst.
Von diesen Voraussetzungen ausgehend wendet sich Dietrich der Frage nach der Individuation des Intellekts zu. Seinem Wesen nach ist der Intellekt universal, denn sein Inhalt sind ausschließlich Begriffe, also nur Allgemeines. Daher ist es erklärungsbedürftig, dass er sich trotz seiner ganz auf das Allgemeine gerichteten Natur einzelnen Personen zuordnen lässt und als Intellekt dieses oder jenes Menschen auftritt. Jeder Mensch hat seinen eigenen tätigen Intellekt. Diese Individuation resultiert nach Dietrichs Lehre aus dem Umstand, dass der menschliche Intellekt mit der Seele eine Wesenseinheit bildet, die als Ganzes eine Individualität ist. Innerhalb des Ganzen entfaltet sich der Intellekt auf individuell unterschiedliche Weise. Das hat zur Folge, dass das Ganze neben den Artmerkmalen auch individuelle Bestimmungen aufweist. Diese ergeben sich aus den „qualitativen substantialen Eigenheiten“ (modi substantiales qualitativi) des jeweiligen Intellekts, deren Intensität je nach der Beschaffenheit der einzelnen Seele schwankt. Sie heißen „substantial“, weil sie das Individuum als Substanz betreffen, das heißt: ihm fest zugeordnet sind. Die unterschiedliche Ausprägung der qualitativen substantialen Eigenheiten des Intellekts in den verschiedenen Seelen ist somit für Dietrich die Grundlage der Individuation. Das bedeutet, dass der tätige Intellekt die Existenz der einzelnen Seelen und damit der menschlichen Individuen bewirkt.
Mit seinem Individuationskonzept wendet sich Dietrich gegen die konkurrierende Theorie des Thomas von Aquin, der zufolge für den Menschen die Materie, das heißt sein Körper, das Individuationsprinzip ist. Für Thomas ist es der Stoff, der bewirkt, dass es eine Leib-Seele-Einheit gibt, die nicht nur „Mensch“, sondern „dieser Mensch“ ist. Nach Dietrichs Verständnis hingegen ergibt sich die menschliche Individualität nicht aus der Verbindung der Seele mit dem Körper. Der Körper wird für die Individuation nicht benötigt, denn der tätige Intellekt individuiert sich selbst, indem er Akte setzt, deren Eigenheiten über das hinausgehen, was in seiner Wesensdefinition liegt. Somit unterscheidet sich Dietrichs Konzept von dem thomistischen dadurch, dass sein Individuationsprinzip nicht materiell, sondern geistig ist.
Aus diesen Überlegungen ergibt sich jedoch für Dietrich keine Hochschätzung der Individualität. Er fasst den Kosmos als hierarchisch geordnet auf, wobei die Arten von Natur aus über den Individuen stehen. Die Arten gehören notwendigerweise zum Weltbestand, die einzelnen Individuen hingegen existieren nur zufällig. Die Natur zielt nur auf die Erhaltung der Arten ab, denn sie ist ausschließlich auf das Allgemeine und Bleibende ausgerichtet. Individuen werden beiläufig hervorgebracht, sie sind vergänglich und ersetzbar. Nur in ihrer Eigenschaft als austauschbare Repräsentanten des Universalen sind sie von Bedeutung, nicht um ihrer selbst willen. Ihre Existenz dient dem Zweck, den Fortbestand der Arten zu ermöglichen.

## Physik
Den Anstoß zur wissenschaftlichen Untersuchung physikalischer Fragen gaben Dietrich die einschlägigen Schriften des Aristoteles. Dessen Abhandlung über Meteorologie wurde bei den Dominikanern im Unterricht behandelt; sie warf die Frage nach der Entstehung des Regenbogens auf, mit der sich Dietrich intensiv auseinandersetzte. In der Naturforschung konzentrierte er sich vor allem auf Probleme der Optik. Aus naturphilosophischer Sicht nahm er zu Fragen der Lichttheorie Stellung; als Physiker untersuchte er neben dem Regenbogen auch andere Lichtphänomene, besonders den Halo. Außerdem befasste er sich mit der Lehre von den Elementen.

### Lichttheorie
Wie andere Magister, die sich mit Lichttheorie befassten, erklärte Dietrich das Licht und die Farben mit den Mitteln der aristotelischen, scholastischen Terminologie. Auch hier bekämpfte er eine etablierte Position. Er bestritt, dass die Erkenntnis von Sinnesobjekten dadurch zustande kommt, dass die Objekte direkt auf die sinnliche Erkenntniskraft einwirken. Nach seiner Ansicht wirken zwar Sinnesdinge auf Erkenntnisorgane ein, aber die Behauptung, das Objekt erzeuge im Sinnesorgan das Erkenntnisbild, ist falsch, denn etwas Niederes kann nicht etwas Höheres hervorbringen. Vielmehr findet die Sinneswahrnehmung aufgrund eines inneren Prinzips des Wahrnehmenden statt, sie ist eine Aktivität der Seele, wie Dietrich mit Berufung auf Augustinus und Averroes feststellte.
In der Frage, ob das Licht eine Substanz oder ein Akzidens ist, entschied sich Dietrich für Letzteres. Er hielt das Licht für eine „vervollkommnende Form“ (forma perfectionalis), eine Form, die einem bereits bestehenden Wesen eine Vollkommenheit verleiht, die dieses Wesen vorher nur potentiell in sich trug.

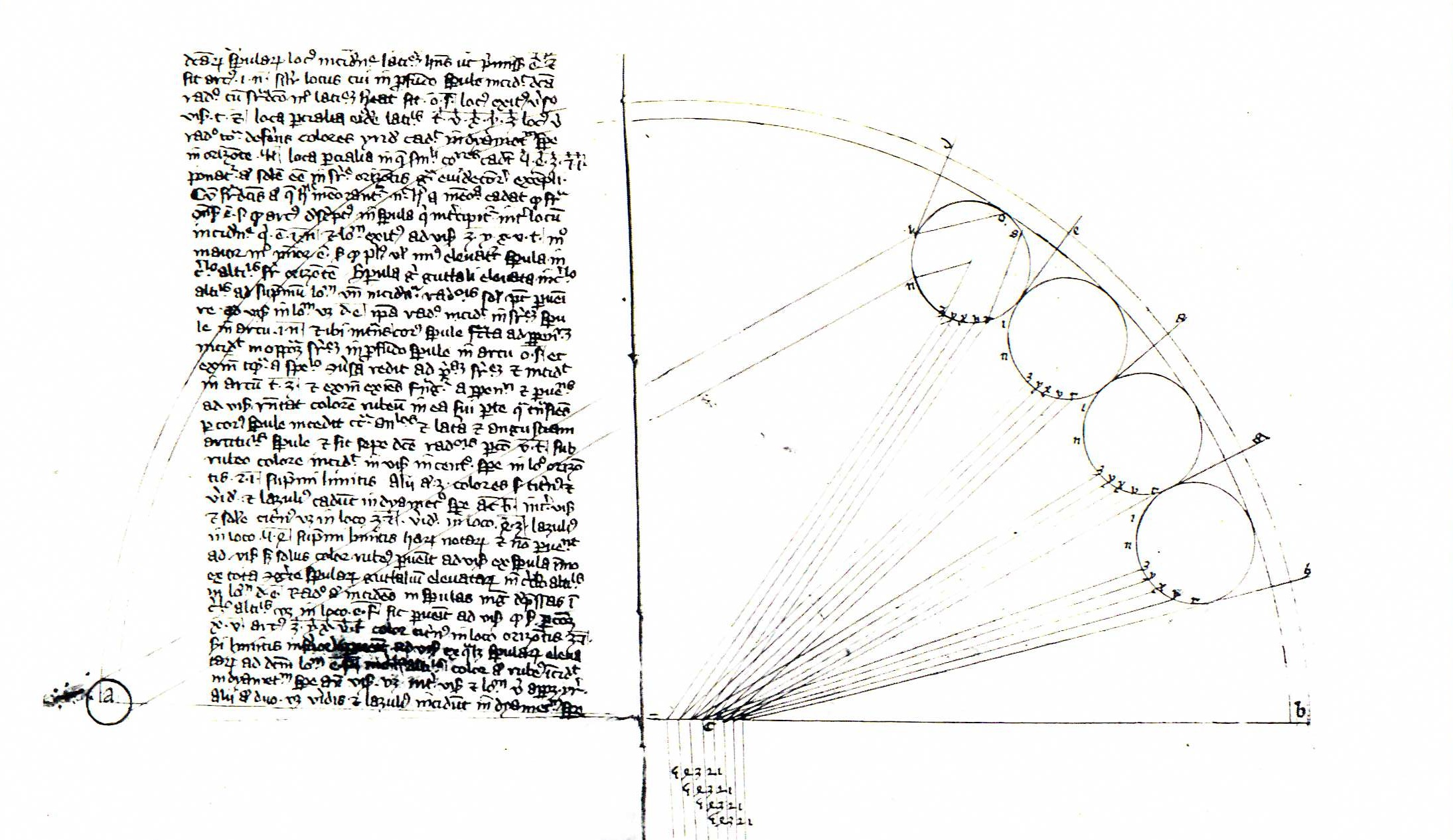
Die Bildung des Hauptregenbogens nach Dietrichs Abhandlung Über den Regenbogen. Diagramm in der Handschrift Basel, Universitätsbibliothek, F.IV.30, fol. 33v und 34r (14. Jahrhundert)

### Die Erklärung des Regenbogens

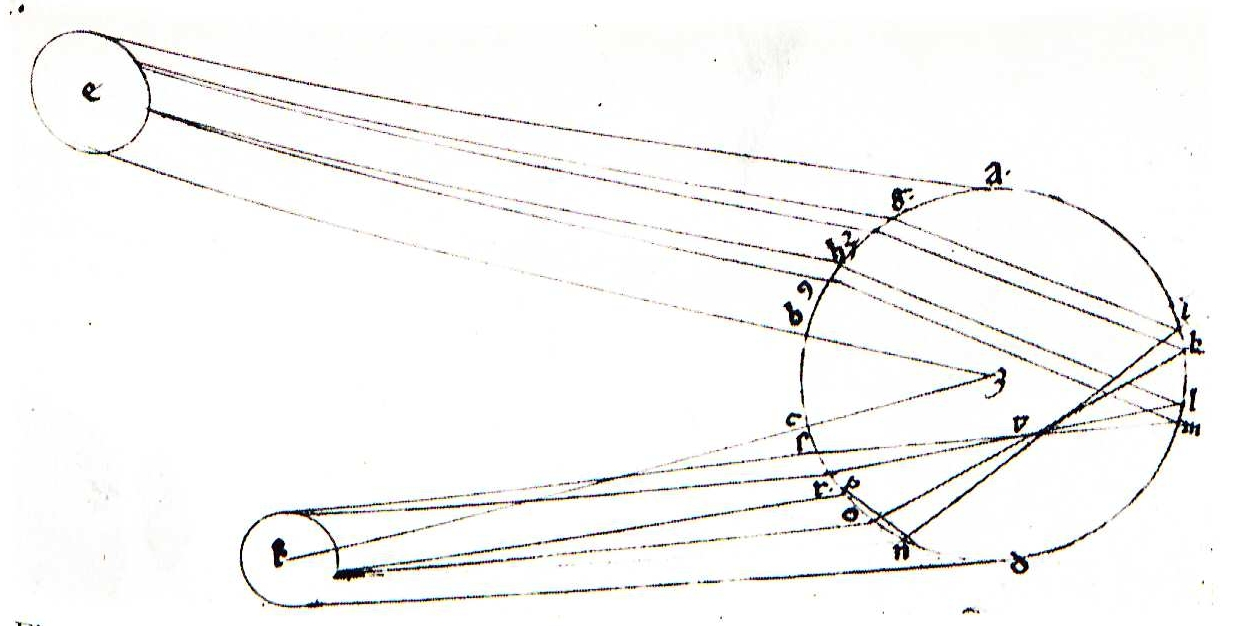
Der Verlauf der Lichtstrahlen von der Sonne (links oben) zu einer transparenten Kugel (rechts) und von dort nach der Brechung zum Auge (links unten) nach Dietrichs Abhandlung Über den Regenbogen. Diagramm in der Handschrift Basel, Universitätsbibliothek, F.IV.30, fol. 21r (14. Jahrhundert)

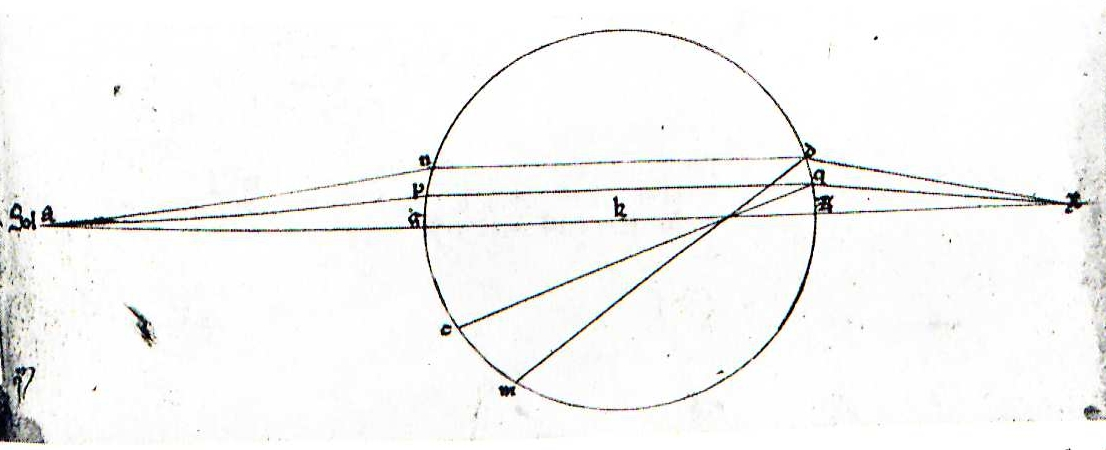
Die Bestimmung des Winkels zwischen den einfallenden und den reflektierten Strahlen, die den Hauptregenbogen erzeugen, nach Dietrichs Abhandlung Über den Regenbogen. Links die Sonne, in der Mitte ein kugelförmiger Körper. Diagramm in der Handschrift Basel, Universitätsbibliothek, F.IV.30, fol. 29r (14. Jahrhundert)

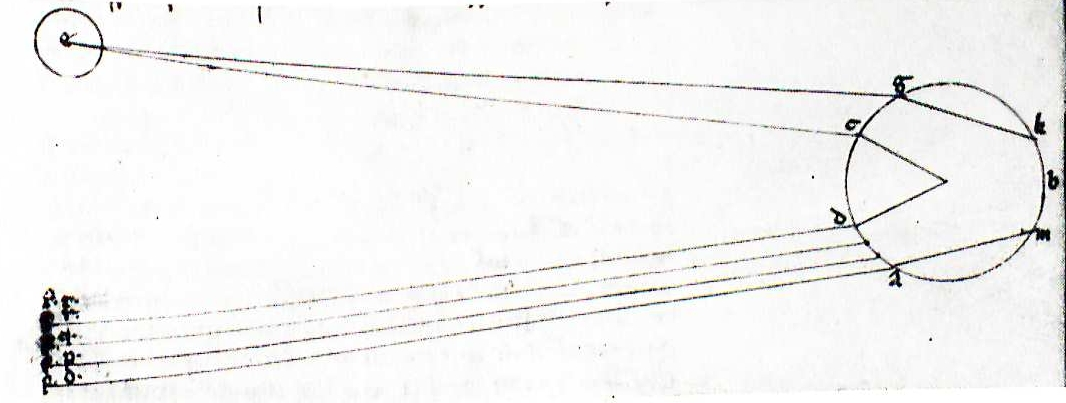
Die Erzeugung von farbigem Licht nach Dietrichs Abhandlung Über den Regenbogen. Von der Sonne (links oben) ausgehende Lichtstrahlen werden in einem Regentropfen (rechts) gebrochen; die reflektierten Strahlen zeigen die Grundfarben Rot, Gelb, Grün und Blau (links unten). Diagramm in der Handschrift Basel, Universitätsbibliothek, F.IV.30, fol. 23r (14. Jahrhundert)

Von der Schönheit der atmosphärischen Himmelserscheinungen war Dietrich tief beeindruckt. Da sein besonderes Interesse der Ordnung und Gesetzmäßigkeit im Kosmos galt, bewunderte er die Regelmäßigkeit der Farbenfolge im Regenbogen und bemühte sich um ihre Erklärung. Das Ergebnis seiner Forschungen war die Schrift De iride et de radialibus impressionibus (Über den Regenbogen und die Strahleneinwirkungen), ein Spätwerk. Dort erklärte er aufgrund der Auswertung von „verschiedenen und untrüglichen Erfahrungen“ die Entstehung der Regenbogenfarben, ihre Anzahl und „unverletzliche Abfolge“. Nach seinen Angaben stützte er sich sowohl auf eigene Beobachtungen als auch auf einschlägige Literatur. Seine Theorie des Regenbogens knüpft an Überlegungen Avicennas an. Von ihr berichtete er 1304 dem Ordensgeneral Nicolás Aymerich auf einem Konvent in Toulouse. Die Beobachtungen zur Brechung und Reflexion des Lichts stellte er mit einem sechskantigen Bergkristall, einer kleinen und einer größeren Kristallkugel sowie mit Tautropfen an. Als Lichtquellen verwendete er die Sonne und Kerzen. Seine Erklärung der Entstehung des Regenbogens ist dem Grundprinzip nach korrekt. Ihre Neuartigkeit gegenüber älteren Theorien besteht darin, dass die Phänomene ausschließlich auf den Strahlengang zurückgeführt werden, sowie in der Erkenntnis, dass die Brechung und Reflexion der Strahlung innerhalb der einzelnen Wassertropfen die Ursache ist.
Dietrich unterschied fünf Arten des Strahlengangs. Die erste ist die einfache Reflexion, wie sie in einem gewöhnlichen Spiegel stattfindet. Die zweite liegt vor, wenn der Lichtstrahl in ein dichteres Medium eindringt; dann wird er bei schiefem Einfallswinkel zweifach gebrochen. Dies kann beispielsweise mit einem Prisma, einem sechskantigen Bergkristall, demonstriert werden. Die dritte Art kommt zustande, wenn Lichtstrahlen in einen durchsichtigen kugelförmigen Körper einfallen: Der Lichtstrahl dringt in die Kugel ein, wird beim Eintritt in das dichtere Medium gebrochen, von der inneren Fläche des Kugelmantels einmal oder mehrfach reflektiert und beim Austritt erneut gebrochen. Dabei kreuzt sich der eintretende Strahl nicht mit dem austretenden. Bei der vierten Art entspricht der Strahlengang dem der dritten, aber mit dem Unterschied, dass der Lichtstrahl schräger einfällt und der kugelförmige Körper weiter vom Auge entfernt ist; in diesem Fall kreuzen sich der eintretende und der austretende Strahl. Die fünfte Art ist die zweimalige Brechung und Reflexion des Strahls in einer Dunstschicht.
Auf die dritte Art des Strahlengangs führte Dietrich die Entstehung des Hauptregenbogens zurück, auf die vierte die des Nebenregenbogens, bei dem die Farben in umgekehrter Reihenfolge auftreten. Anordnung und Ort der Farben erklärte er aus dem Strahlengang. Er nahm nicht wie Aristoteles drei Regenbogenfarben an, sondern vier: von außen nach innen Rot, Gelb, Grün und Blau. Dabei stützte er sich auf Beobachtungen zur Dispersion bei unterschiedlichen Objekten, darunter Tautropfen in Spinnengeweben und auf Grashalmen und künstliche Zerstäubungen. Den Grund für die Vierzahl sah er darin, dass es vier Möglichkeiten der Kombination von größerer oder geringerer Leuchtkraft des Strahls mit größerer oder geringerer Durchsichtigkeit des brechenden Mediums gibt. Aus der Wechselwirkung dieser Faktoren entstehen nach seiner Theorie die Regenbogenfarben. Dietrichs Modell bietet auch eine Erklärung für die Höhe des Regenbogens über dem Horizont, für seine kreisförmige Gestalt und dafür, dass er manchmal als Halbkreis, manchmal kleiner als ein Halbkreis erscheint, sowie für die Dunkelheit des Bandes zwischen Haupt- und Nebenregenbogen. Hinsichtlich der Geometrie des Regenbogens fußt das (auch bei Alhazen beschriebene Konzepte nutzende) Modell auf dem des Aristoteles.

### Elementenlehre
Den Ausgangspunkt von Dietrichs Untersuchungen über die Elemente und ihre Verbindungen bildete die damals herrschende Vier-Elemente-Lehre, der zufolge die vier Elemente Erde, Wasser, Luft und Feuer die Bestandteile sind, aus denen sich alle irdischen Körper zusammensetzen. Dietrich bemühte sich um die Lösung von Problemen, die sich aus dieser Vorstellung ergaben. Der Umstand, dass die vier Elemente einerseits Gegensätze bilden, andererseits aber vermischt und miteinander verbunden werden können und durch ihr Zusammentreten zu einheitlichen Körpern werden, war erklärungsbedürftig. Außerdem stellte sich die Frage, was aus den einzelnen Elementen, ihrem Wesen und ihren Eigenschaften wird, wenn sie sich zu einem neuen Naturding verbinden. Zu klären war, ob sie in dem Naturding aktual oder nur der Möglichkeit nach vorhanden sind. Eine weitere Frage war, ob es einen undifferenzierten Urstoff gibt, ein Element der Elemente, das den vier Elementen zugrunde liegt.
Dietrich unterschied zwei Arten der Verwendung des Begriffs „Elemente“: Elemente im gängigen Sinn, „gemäß der Substanz“, das heißt die sichtbaren Stoffe Erde, Wasser, Luft und Feuer, und Elemente „gemäß der Qualität“. Unter den letzteren verstand er Urqualitäten, Prinzipien, die er von den empirischen Stoffen unterschied. Er meinte, die Elemente seien als reine Qualitäten in der irdischen Welt nicht gegeben, sie seien hier immer schon vermischt. Die Urqualitäten seien der sinnlichen Erfahrung entzogen und nur mittels der Vernunft zu erschließen.
Beim Zusammentreten der Elemente unterschied Dietrich zwischen einem bloßen Gemisch (confusio) und einer Verbindung (mixtio), durch die aus den Elementen ein einheitlicher Körper entsteht, wie etwa bei Mineralien. Nach seiner Naturlehre müssen die Elemente in der Verbindung fortbestehen, da sie sonst nicht die Bestandteile der Dinge wären. Sie müssen aber verändert werden, da sonst das Naturding keine einheitliche Beschaffenheit hätte. Die Art ihres Vorhandenseins im Naturding kann im Rahmen der üblichen strikten Unterscheidung von Akt und Potenz nicht befriedigend bestimmt werden: Ihr dortiges Verbleiben kann weder unter das bloß Mögliche noch unter das Verwirklichte, das aktual Seiende eingeordnet werden. Vielmehr muss ihnen ein mittlerer Status zukommen, wie Dietrich im Anschluss an Averroes feststellte. Damit erweist sich das herkömmliche Schema, das nur ein Entweder-oder vorsieht, als zu starr. Bei der Verbindung handelt es sich nicht um ein Nebeneinander der Elemente, sondern um eine Durchdringung, die Fortbestand und Veränderung bedeutet. Die wechselseitige Durchdringung hat zur Folge, dass sich die Elemente in der Verbindung nicht der Position nach unterscheiden. In jedem Raumpunkt existieren immer alle vier; sie treten nur im Verbund auf. Die Beschaffenheit der Verbindung hängt davon ab, welches der Elemente in ihr die Vorherrschaft hat. Naturprozesse sind als Wechsel der Dominanz zwischen den Elementen zu deuten.
Hinsichtlich der Frage nach dem Urstoff, der „ersten Materie“, hielt Dietrich alle bisherigen Theorien für unbefriedigend, da sie das schwierige Problem nicht gelöst hätten. Er teilte die verbreitete Überzeugung, dass die Prozesse der Veränderung einen unvergänglichen Grund haben müssen, ein bleibendes Erstes, das alles Werden und Vergehen ermöglicht und selbst der Veränderung entzogen ist. Dieser Urstoff wurde von Thomas und den Thomisten als völlig bestimmungslos und einheitlich betrachtet. Dagegen wandte Dietrich ein, dieses Modell sei unstimmig. Es könne nicht erklären, wie aus der absoluten Einheit die Verschiedenheit der vier Elemente hervorgehe und warum es gerade vier seien. Die Vielgestaltigkeit könne nicht zum völlig Gestaltlosen hinzutreten, als wäre sie zufällig von außen zugefügt. Außerdem könne Thomas keine konkrete Funktion der Urmaterie bei der Entstehung der Elemente angeben. Angesichts dieser Problematik gelangte Dietrich zu der Hypothese, dass man sich die Urmaterie nicht als einheitlich, sondern als bereits strukturiert vorstellen müsse.

## Rezeption

### Mittelalter
Zu Dietrichs Lebzeiten und in den ersten Jahrzehnten nach seinem Tod fand sein Gedankengut im deutschen Sprachraum bei den Dominikanern einige Beachtung: Seine Lehre beeinflusste Johannes Tauler und Berthold von Moosburg, vermutlich auch Meister Eckhart. Eckharts Rezeption von Ideen Dietrichs ist nicht in den Quellen ausdrücklich bezeugt, sondern nur indirekt und hypothetisch aus inhaltlichen Übereinstimmungen erschlossen. Allerdings kommt, da sie Zeitgenossen waren, als Erklärung von Gemeinsamkeiten auch ein umgekehrtes Verhältnis in Betracht: Dietrich kann Ausführungen Eckharts gekannt haben. Es gibt Anzeichen dafür, dass dies der Fall war. Berthold von Moosburg zitierte Dietrich oft, ohne ihn zu nennen. Unterschiedlich wird in der Forschung die Frage beantwortet, ob oder inwieweit es sinnvoll ist, von einer „deutschen Dominikanerschule“ zu sprechen, deren Ausgangspunkt die Lehrtätigkeit Alberts des Großen in Köln gewesen sein soll. Zu dieser Schule sind insbesondere die nichtthomistischen deutschen Dominikaner Dietrich von Freiberg, Meister Eckhart und Berthold von Moosburg sowie Schüler Eckharts gezählt worden. Der Begriff „Schule“ wird jedoch in der neueren Forschung skeptisch beurteilt, da er eine so nicht bestehende Gemeinsamkeit suggeriere, gravierende Unterschiede zwischen den Ansätzen der Denker verdecke und zu einer Verengung des Blickes führe. Die Problematik hat Niklaus Largier im Jahr 2000 herausgearbeitet. Kurt Flasch kritisierte 2007 vehement die „Wut des Einteilens“ und die „Vergröberung des historischen Denkens durch das Konzept von ‚Strömungen‘ und ‚Schulen‘“. Die Fragwürdigkeit des Begriffs „deutsche Dominikanerschule“ sei deutlich geworden, seit man wisse, „wie uneinheitlich diese ‚Schule‘ war und wie wenig mit diesem Titel gesagt ist“.
Auch in volkssprachlicher Literatur wurde Dietrichs Philosophie rezipiert: Der im frühen 14. Jahrhundert tätige Verfasser der Lehre von der Seligkeit (auch Traktat von der wirkenden und der möglichen Vernunft oder Traktat von der Seligkeit genannt) war mit Dietrichs Werk und Denken gut vertraut und plädierte für dessen Lehre von der Seligkeit. Die Seligkeit sei nicht wie bei Thomas von Aquin als passive Haltung zu verstehen; vielmehr sei sie eine immerwährende intellektuelle Aktivität, die das Wesen des Menschen ausmache. Ein weiterer Autor, der sich mit Dietrichs Philosophie befasste, war der Verfasser des fünften der sogenannten „Gaesdonckschen Traktate“, einer anonym überlieferten Abhandlung aus dem niederländischen Sprachraum. Die beiden Texte dokumentieren, dass es eine in der Volkssprache geführte Debatte über Dietrichs Intellekttheorie gab, die Thematik also auch das Interesse von Laien fand. Dabei erfolgte die Auseinandersetzung mit Dietrichs Sichtweise vor dem Hintergrund der Lehre Meister Eckharts. In zwei anonym überlieferten deutschen Gedichten, die zur „Nonnenpoesie“ gehören und aus Klöstern stammen, in denen Dietrich deutsch predigte, wird auf seine Tätigkeit als Prediger eingegangen. Eine Nonne schreibt, der „hohe Meister“ Dietrich habe seine Zuhörer „froh machen“ wollen; er habe die Seele „in den Grund ohne Grund versenken“ wollen. Damit ist der „Seelengrund“ gemeint, der auch in Eckharts Lehre eine zentrale Rolle spielt.
Eine breite und nachhaltige Wirkung war den Ideen des Dominikanerphilosophen jedoch nicht beschieden. Im eigenen Orden stieß er bei Heinrich von Lübeck († nach 1336) und Nikolaus von Straßburg († nach 1331) auf Widerspruch. Der Augustiner-Eremit Jordan von Quedlinburg, einer der einflussreichsten Prediger des 14. Jahrhunderts, bezog gegen Dietrichs Lehre von der Gottesschau Stellung. Nach der Mitte des 14. Jahrhunderts geriet Dietrich weitgehend in Vergessenheit. Seine Erklärung des Regenbogens fand anscheinend in den folgenden Jahrhunderten sehr wenig Beachtung.

### Neuzeit

#### Naturwissenschaftsgeschichtliche Forschung
Erst im 19. Jahrhundert erwachte das Interesse an Dietrich wieder. Dabei rückte zunächst seine Regenbogentheorie ins Blickfeld. Sie wurde nun als naturwissenschaftliche Errungenschaft gewürdigt. Den Anfang machte der italienische Physiker und Wissenschaftshistoriker Giovanni Battista Venturi, der in seiner 1814 veröffentlichten Darstellung der Geschichte der Optik ausführlich auf Dietrichs Abhandlung De iride einging. Er meinte, Dietrich habe die Entdeckungen von Markantun de Dominis (1560–1624) und René Descartes (1596–1650) vorweggenommen; er habe de Dominis sogar an Klarheit und Verständnis der Materie übertroffen.
Venturis Sichtweise beeinflusste die wissenschaftsgeschichtliche Forschung bis ins 20. Jahrhundert nachhaltig. Dietrichs Experimente wurden zu einem Musterbeispiel für die These, die spätmittelalterliche Naturwissenschaft sei leistungsfähig gewesen und habe einen bleibenden Beitrag zum wissenschaftlichen Fortschritt geleistet. Die Vorkämpfer dieser Ansicht waren Wissenschaftshistoriker, die dem Ansatz der Schule von Pierre Duhem folgten. Sie meinten, Dietrichs erfolgreiche Regenbogenforschung zeige, dass es möglich gewesen sei, auf der Grundlage des damaligen Naturwissenschaftsverständnisses ein konkretes physikalisches Problem experimentell zu lösen. Auch Forscher, welche die Sichtweise der Duhem-Schule nicht teilten, betrachteten die Regenbogentheorie als Prüfstein für die Bewertung der Methode, nach der die aristotelisch-scholastisch geprägte Naturwissenschaft vorging. Die Ursachen für Erfolg und Misserfolg der scholastischen Physik wurden anhand dieses Beispiels erörtert. Die Frage, inwieweit Dietrich als Vorläufer von Descartes und Isaac Newton gelten kann oder deren Theorien vorweggenommen hat, dominierte oft die Debatte. Dabei zeigte sich die Gefahr einer unhistorischen „Modernisierung“ Dietrichs. Hinter dieser Forschungsdiskussion steht die generelle Frage nach Kontinuität oder Diskontinuität in der Wissenschaftsgeschichte.

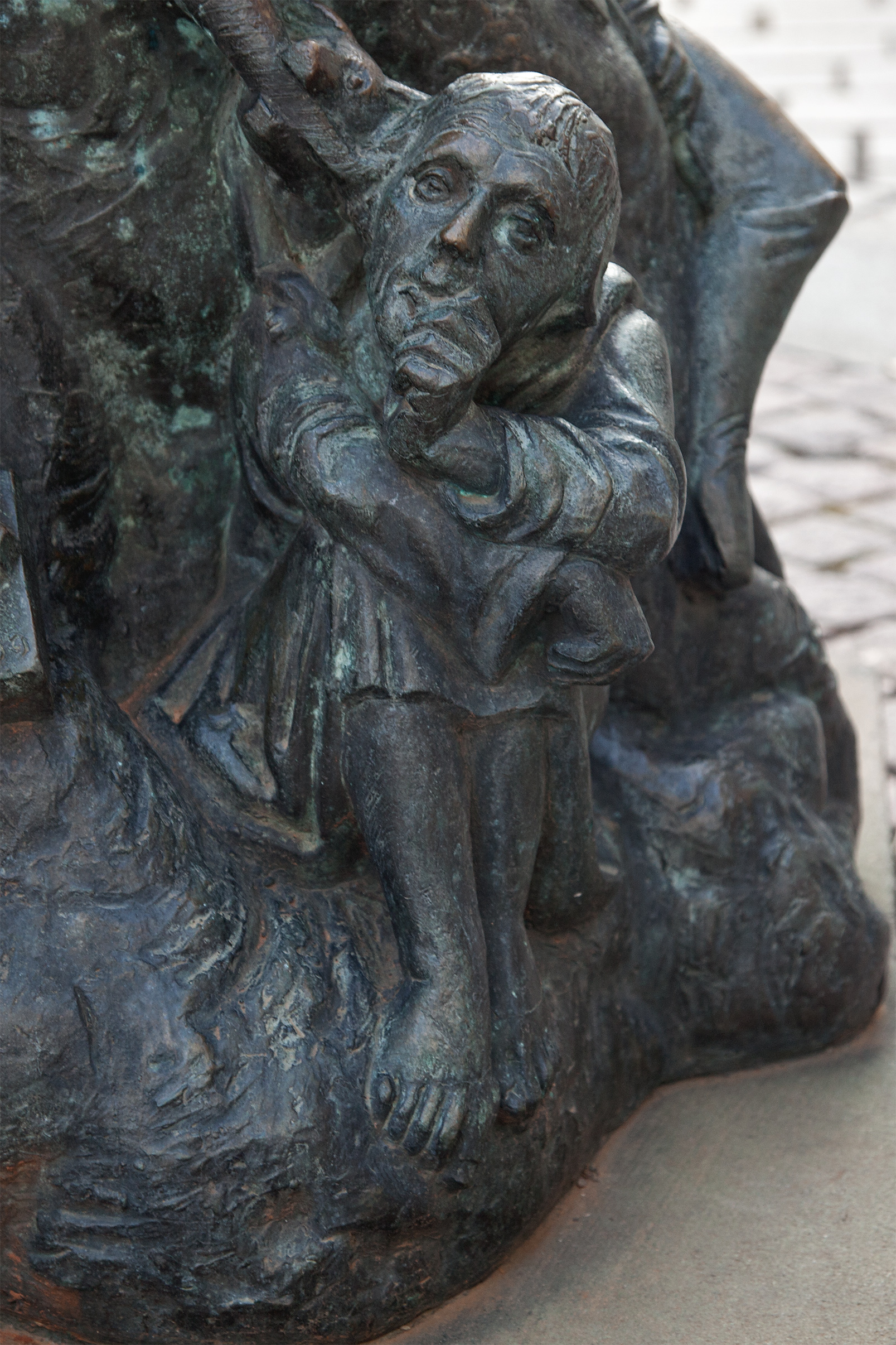
Dietrich von Freiberg, Skulptur von Bernd Göbel am Freiberger Fortunabrunnen

#### Philosophiegeschichtliche Forschung
In der älteren Forschung fand Dietrichs philosophische Leistung wesentlich weniger Wertschätzung als seine Naturwissenschaft. Seine Zeit galt gegenüber der vorangehenden Epoche, die vom Wirken Alberts des Großen, Bonaventuras und des Thomas von Aquin geprägt war, als epigonal und relativ unbedeutend. Von solchen Vorstellungen ging Engelbert Krebs aus, der 1906 die erste umfassende Untersuchung von Dietrichs Leben und Werk publizierte. Seine Arbeit prägte das Bild des Freibergers für die folgenden Jahrzehnte. Krebs urteilte, Dietrich habe zwar ein selbständiges philosophisches System vertreten, doch habe er es mehr kompiliert als selbst erdacht. Er sei „ein starker Charakter“ gewesen, der sich „würdig, wenn auch lange nicht ebenbürtig“ neben die großen Scholastiker des 13. Jahrhunderts stellen lasse. 1952 konstatierte Anneliese Maier, Dietrich sei in seiner Bedeutung als Naturphilosoph und Naturforscher „immer noch viel zu wenig“ gewürdigt.
Das einseitige Bild der spätmittelalterlichen Philosophiegeschichte ist seit der zweiten Hälfte des 20. Jahrhunderts revidiert worden. Dazu hat eine bessere Erschließung der Quellen wesentlich beigetragen. Im Zuge dieses Umschwungs hat sich eine weitaus günstigere Einschätzung der philosophischen Neuerungen im ausgehenden 13. und im frühen 14. Jahrhundert durchgesetzt. Dazu gehört auch eine Neubewertung von Dietrichs Philosophie, deren Eigenständigkeit und zukunftsweisende Züge Anerkennung finden.
Im Zeitraum von 1977 bis 1985 erschien die vierbändige kritische Gesamtausgabe von Dietrichs Werken, eine Gemeinschaftsarbeit mehrerer Gelehrter. Bahnbrechend waren die Arbeiten von Loris Sturlese, der sich um die Erforschung von Dietrichs Leben und um die editorische Erschließung und Interpretation der Schriften bedeutende Verdienste erwarb. Wegweisend war insbesondere seine 1984 erschienene Zusammenstellung und Untersuchung der biographischen Quellen und der handschriftlichen Überlieferung der Werke.
Ruedi Imbach (1979) sah Dietrichs „epochale Bedeutung“ darin, dass er versucht habe, das Verhältnis von Sein und Denken neu zu bestimmen. Er habe „in aller wünschenswerten Deutlichkeit“ den Ursprung der Seinsbestimmungen im menschlichen Geist behauptet und begründet. Mit seiner Intellekttheorie habe er neuzeitliche Thesen vorweggenommen. Ähnlich äußerte sich 1984 Theo Kobusch. Er schrieb, Dietrich habe zum ersten Mal in der Geschichte der Philosophie das Sein des menschlichen Bewusstseins und dessen Modi (Arten) gegenüber dem Sein der Natur ontologisch eigens thematisiert und es in seiner Eigengesetzlichkeit gesehen.
Jens Halfwassen nahm 1997 zur Bedeutung Dietrichs in der abendländischen Philosophiegeschichte Stellung. Er hielt es für gerechtfertigt, die Intellekttheorie des Dominikaners als „Philosophie der Subjektivität“ zu bezeichnen, da sie mit größtem Nachdruck die Selbstbezüglichkeit als für das Denken grundlegend herausgestellt habe. Zu berücksichtigen sei allerdings, dass Dietrich die seinsbegründende und seinsmitteilende Kraft des Intellekts ebenso wie das Naturseiende auf Gott als primäre Ursache zurückgeführt habe. Darin bestehe ein wesentlicher Unterschied zwischen seiner Theorie und der neuzeitlichen Erhebung der Subjektivität zum Prinzip der Philosophie. Dennoch gehöre Dietrich in die Vorgeschichte der neuzeitlichen Subjektivität, denn er habe die wesenhafte Selbstbeziehung des Denkens weitaus eingehender analysiert als jeder andere mittelalterliche Denker. Er habe den Traditionsbezug, den Rückgriff auf die antike Geistmetaphysik, hervorragend mit Innovation verbunden.
Theodor W. Köhler urteilte 2000, Dietrich habe mit seiner „weit über seine Zeit hinausweisenden Konzeption des menschlichen Intellekts“ eine völlig neuartige Perspektive eröffnet. Das Neue seines Ansatzes bestehe darin, den menschlichen Intellekt als Intellekt auf seine innere dynamische Struktur hin reflektiert zu haben.
Dominik Perler trat 2004 für eine zurückhaltende Bewertung ein: Dietrich habe keine „kopernikanische Wende“ vollzogen, sondern nur bereits vorhandene Theorieelemente kreativ verbunden und ausgearbeitet. Seine Leistung liege in der innovativen Verwendung älteren Gedankenguts, insbesondere in der Anwendung des neuplatonischen Programms auf die Kategorienproblematik, die „zweifellos ein genialer Schachzug“ sei. Perler wies auf „einige problematische Punkte“ in Dietrichs Intellekttheorie hin. Beispielsweise habe Dietrich nicht erklären können, welche Rolle Sinneseindrücke bei der Entstehung intentionaler Akte spielen. Er habe sein Augenmerk einseitig auf den Intellekt gerichtet und habe es versäumt, die Verknüpfung und Koordination der verschiedenen kognitiven Vermögen zu erläutern. Wichtige Fragen seien offen geblieben, weil Dietrich die Aufnahme und Verarbeitung von Sinneseindrücken nicht analysiert habe.
Kurt Flasch legte 2007 eine umfangreiche Monographie über Dietrichs Werk vor. Er charakterisierte ihn als bedeutenden, einfallsreichen und eigensinnigen Denker und Naturforscher. Durch die Schärfe seiner Analysen und die „produktive Andersheit seiner Entwürfe“ gehöre Dietrich zu den Großen in der Geschichte der Selbstrevision des europäischen Denkens ab den 1270er Jahren. Nach dem Ausklingen der großen Rezeptionsbewegung, die von der Übersetzung und Erschließung grundlegender Werke der griechischen und arabische Philosophie geprägt war, habe in Dietrichs Zeit eine Phase des Überprüfens begonnen. Man habe sich nun kritisch mit den großen Entwürfen der vorangehenden Epoche auseinandergesetzt. Dabei habe sich herausgestellt, dass die mächtigen Autoritäten des 13. Jahrhunderts beim Versuch, das Gebäude der philosophisch-theologischen Welterklärung „kathedralenartig aufzurichten“, Fehler und Mängel übersehen hätten. In diesen Zusammenhang gehöre Dietrichs kritischer Rückblick auf das Lebenswerk des Thomas von Aquin. Dietrich habe „die Umrisse einer neuen Konzeption des christlichen Selbstverständnisses gezeichnet“. Nach Flaschs Einschätzung hätte diese Konzeption, wenn sie sich durchgesetzt hätte, einen gravierenderen Wandel eingeleitet als Luthers Reformation. Auch als Vorläufer Meister Eckharts habe Dietrich eine wichtige Rolle gespielt.
Burkhard Mojsisch befand 2008, Dietrichs Theorie des Bewusstseins sei „ein wichtiger Schritt hin auf eine Theorie intellektualer Konstruktivität schlechthin“, doch habe er den Begriff der Möglichkeit „nicht so durchdacht, wie er hätte durchdacht werden können“. Daher sei seine Theorie in gewisser Hinsicht defizient; er habe die intellektuale Konstruktivität nicht konstruktiv genug gedacht, denn er sei in den Netzen der aristotelischen Philosophie hängengeblieben.

## Textausgaben, Übersetzungen, Quellen
Textausgaben (teilweise mit Übersetzung)
- Dietrich von Freiberg: Opera omnia. Hrsg. von Loris Sturlese, Georg Steer u. a., Meiner, Hamburg 1977–1985 (kritische Edition)
  - Band 1: Schriften zur Intellekttheorie, hrsg. von Burkhard Mojsisch, 1977, ISBN 3-7873-0372-3
  - Band 2: Schriften zur Metaphysik und Theologie, hrsg. von Ruedi Imbach u. a., 1980, ISBN 3-7873-0446-0
  - Band 3: Schriften zur Naturphilosophie und Metaphysik, hrsg. von Jean-Daniel Cavigioli u. a., 1983, ISBN 3-7873-0545-9
  - Band 4: Schriften zur Naturwissenschaft. Briefe, hrsg. von Maria Rita Pagnoni-Sturlese u. a., 1985, ISBN 3-7873-0640-4
- Dietrich von Freiberg: Abhandlung über die Akzidentien. Meiner, Hamburg 1994, ISBN 978-3-7873-1173-6 (lateinischer Text nach der Ausgabe von Pagnoni-Sturlese ohne den kritischen Apparat und deutsche Übersetzung von Burkhard Mojsisch)
- Fiorella Retucci (Hrsg.): Un nuovo testimone manoscritto del De luce e del De coloribus di Teodorico di Freiberg. In: Archives d’histoire doctrinale et littéraire du moyen âge 77, 2010, S. 193–219 (neue kritische Ausgabe von De coloribus mit Einbeziehung einer zusätzlichen, in der Ausgabe der Opera omnia nicht berücksichtigten Handschrift)

Übersetzungen
- Dietrich von Freiberg: Abhandlung über den Intellekt und den Erkenntnisinhalt. Meiner, Hamburg 1980, ISBN 3-7873-0502-5 (Übersetzung von Burkhard Mojsisch)
- Hartmut Steffan: Dietrich von Freibergs Traktat De cognitione entium separatorum. Studie und Text. Bochum 1977 (Dissertation; enthält S. 318–477 Übersetzung des Traktats)

Quellensammlung
- Loris Sturlese: Dokumente und Forschungen zu Leben und Werk Dietrichs von Freiberg. Meiner, Hamburg 1984, ISBN 3-7873-0600-5 (enthält neben der Zusammenstellung der biographischen Quellen eine vollständige Handschriftenbeschreibung)